# Pacyfikacje wsi polskich podczas okupacji niemieckiej

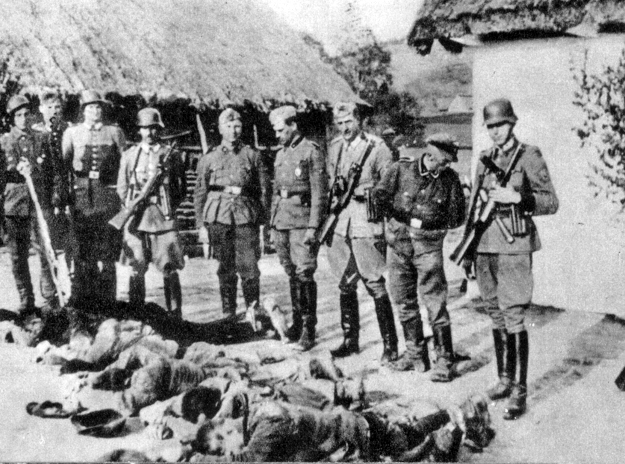
Zamordowani polscy rolnicy we wsi Barłogi w województwie lubelskim

Pacyfikacje wsi polskich podczas okupacji niemieckiej – pacyfikacje setek wsi leżących w granicach II Rzeczpospolitej, dokonane przez okupantów niemieckich w latach 1939–1945.
Pacyfikacje były przeprowadzane przez Niemców już w trakcie kampanii wrześniowej 1939 – w odwecie za sukcesy Wojska Polskiego lub rzekome napady cywilów na żołnierzy Wehrmachtu. W późniejszym okresie pacyfikacje stały się narzędziem represji, stosowanym przez okupanta wobec mieszkańców wsi współpracujących z partyzantką, ukrywających Żydów i zbiegłych jeńców wojennych, niewywiązujących się z dostaw obowiązkowych kontyngentów itp. Ofiarą pacyfikacji padały zarówno wsie zamieszkane przez ludność etnicznie polską, jak i wsie zamieszkiwane przez Białorusinów, Ukraińców oraz przedstawicieli innych mniejszości narodowych.
Historycy oceniają, iż w czasie II wojny światowej Niemcy i ich kolaboranci spacyfikowali ponad 800 wsi znajdujących się w obecnych granicach Polski, jak również wiele wiosek na Kresach Wschodnich. W przeciwieństwie do masakr, które miały miejsce w czeskich Lidicach czy francuskim Oradour-sur-Glane, pacyfikacje polskich wsi pozostają w zasadzie nieobecne w powszechnej świadomości.

## Definicja
Jedna z definicji pacyfikacji została stworzona przez Zespół ds. Badania Eksterminacji Wsi przy Głównej Komisji Badania Zbrodni Hitlerowskich w Polsce. Została następnie przytoczona przez Józefa Fajkowskiego w jego opracowaniu:

Przez pacyfikację rozumiemy całkowite lub częściowe jej zniszczenie przy użyciu przemocy zbrojnej oraz dokonanie gwałtu na jej ludności, polegającego na wymordowaniu wszystkich mieszkańców lub niektórych osób, wysiedleniu całkowitym lub częściowym, a także zrabowaniu całkowitym lub częściowym inwentarza żywego i martwego.

Pojęcie jest jednak bardzo niejednoznaczne, a Waldemar Monkiewicz, Michał Gnatkowski i Józef Kowalczyk, wskazują w swojej książce, że powoduje to, że część badaczy jest skłonna uznać dany przypadek za pacyfikację, a inni za wysiedlenie.
Jak wskazuje Antoni Galiński, problematyczna jest również kwalifikacja danego przypadku jako pacyfikacji pod względem liczby ofiar. W gestii badacza leży bowiem, czy takie działanie sprawców jak mord dokonany na kilku mieszkańcach wioski i spalenie jednego gospodarstwa, uzna za pacyfikację tejże miejscowości czy też zakwalifikuje ją inaczej.

## Pacyfikacje wsi polskich podczas kampanii wrześniowej 1939 roku

### Przyczyny

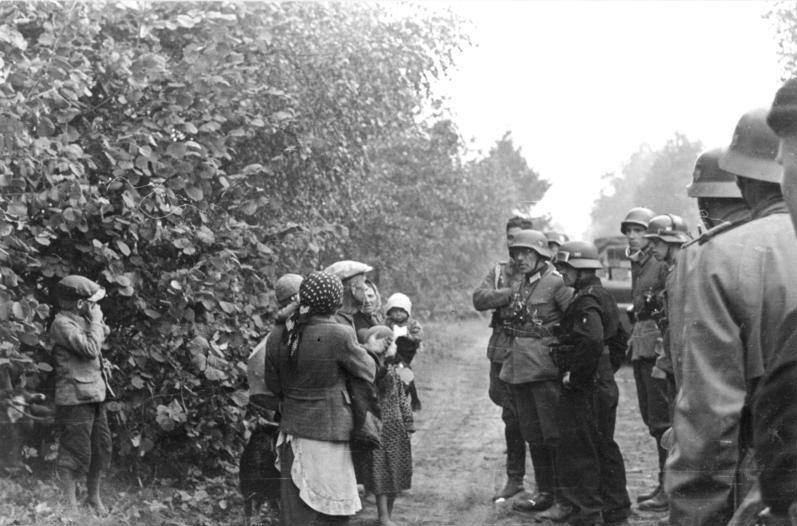
Niemieccy żołnierze w rozmowie z polskimi rolnikami

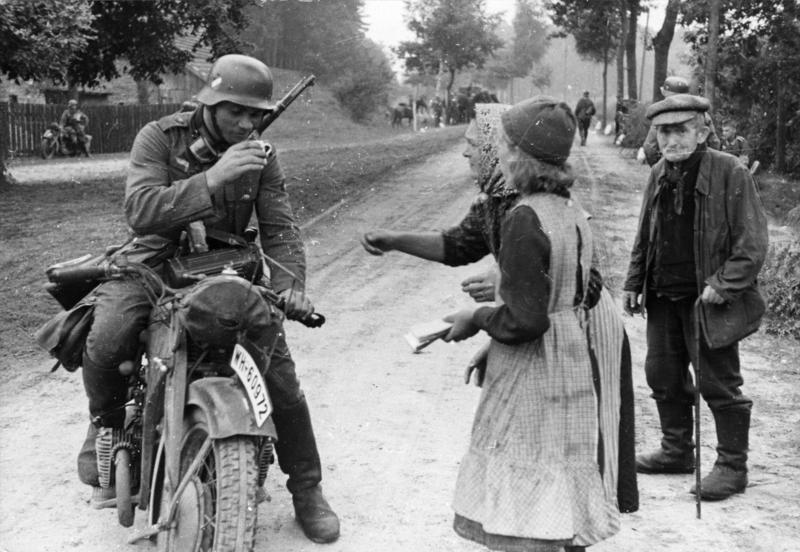
Niemiecki motocyklista w czasie postoju w polskiej wsi

Pierwsza fala terroru dotknęła obszary wiejskie Polski już podczas kampanii wrześniowej 1939 roku. Jochen Böhler jest zdania, że popełnione wtedy przez Niemców zbrodnie wynikały przede wszystkim ze splotu czynników motywacyjnych, sytuacyjnych i psychologicznych. Podkreśla w szczególności znaczenie „partyzanckich urojeń”, które od pierwszych godzin wojny szerzyły się w szeregach Wehrmachtu. Niemieckie dowództwo było przekonane, że wkraczające do Polski oddziały będą musiały liczyć się z aktywnym udziałem ludności cywilnej w działaniach bojowych. Spodziewany opór zamierzano zdławić w sposób „energiczny i bezwzględny”. 9 sierpnia 1939 roku Oberkommando des Heeres wydało zarządzenie, w którym zalecało, aby „gdy tylko pozwoli na to sytuacja na froncie”, wszyscy zdolni do służby wojskowej mężczyźni narodowości polskiej i żydowskiej w wieku od 17 do 45 lat zostali internowani i potraktowani jak jeńcy wojenni. Ponadto przed wybuchem wojny do niemieckich oddziałów trafiły liczne instrukcje i dyrektywy, które ostrzegały przed spodziewanymi aktami sabotażu i atakami partyzantów. Jak pokazała rzeczywistość, znacznie zwiększyły one nerwowość niedoświadczonych niemieckich rekrutów, potęgując ich gotowość do stosowania przemocy wobec cywilów i jeńców wojennych.
Zdaniem Böhlera istotny wpływ na postępowanie niemieckich żołnierzy miało również zetknięcie się z ubogimi warunkami życia w Polsce. Wzmocniło ono antypolskie i antysemickie uprzedzenia w szeregach Wehrmachtu, utwierdzając żołnierzy w przekonaniu o „niższości cywilizacyjnej” i „demoralizacji” miejscowej ludności. Konsekwencją była niewrażliwość na cierpienia cywilów oraz zmniejszenie oporów przed stosowaniem przemocy. Böhler wskazuje w tym kontekście m.in. na listy i zapiski niemieckich żołnierzy, którzy nie uznawali podpalania krytych strzechą wiejskich chat (opisywanych jako „siedliska pluskiew”) za czyn naganny.
Niemal od pierwszych godzin wojny na wszystkich odcinkach frontu niemieckie oddziały masowo zgłaszały meldunki o rzekomych atakach partyzantów. W rzeczywistości we wrześniu 1939 roku w Polsce nie istniał jeszcze zorganizowany zbrojny ruch oporu, który obejmowałby szerokie rzesze ludności. Nie doszło również do spontanicznego zrywu cywilów przeciwko wkraczającym Niemcom. Świadczyć może o tym chociażby fakt, że w aktach niemieckiej armii i policji z września 1939 roku nie odnotowano ani jednego nazwiska polskiego cywila, który zostałby schwytany z bronią w ręku podczas walki z Wehrmachtem. Faktem jest natomiast, że wielu miejscach dochodziło do niekontrolowanej wymiany strzałów, wywołanej nerwowością i brakiem doświadczenia niemieckich rekrutów. Wśród żołnierzy Wehrmachtu, żywiących silne uprzedzenia wobec ludności podbijanego kraju – pogłębione udzielonymi w przededniu wojny ostrzeżeniami o zagrożeniu ze strony cywilów, tego rodzaju incydenty wzmacniały przekonanie o wszechobecności partyzantki. W konsekwencji, gdy podczas przemarszu przez daną wieś lub postoju w niej dochodziło do przypadkowej strzelaniny, niemieccy żołnierze natychmiast interpretowali ją jako „atak partyzantów” i przystępowali do brutalnych działań represyjnych – podpalali zabudowania, wrzucali granaty do piwnic, rozstrzeliwali mieszkańców. 
„Partyzanckie urojenia” nie były jednak jedyną przyczyną pacyfikacji. Böhler wskazuje, że w niektórych przypadkach wsie były niszczone w akcie zemsty za opór stawiany oddziałom Wehrmachtu przez żołnierzy Wojska Polskiego, zwłaszcza jeśli ci ostatni prowadzili walkę w oparciu o zabudowania danej miejscowości. Gen. Franciszek Skibiński, szef sztabu 10 Brygady Kawalerii, był przekonany, że palenie wsi służyło zwiększeniu chaosu po stronie polskiej, a przy okazji zapewnieniu nacierającym oddziałom niemieckim nocnego oświetlenia pola walki. Z kolei zdaniem Szymona Datnera palenie wsi i miasteczek stanowiło część składową taktyki terroryzowania ludności i paraliżowania woli oporu.

### Przykłady „wrześniowych” pacyfikacji

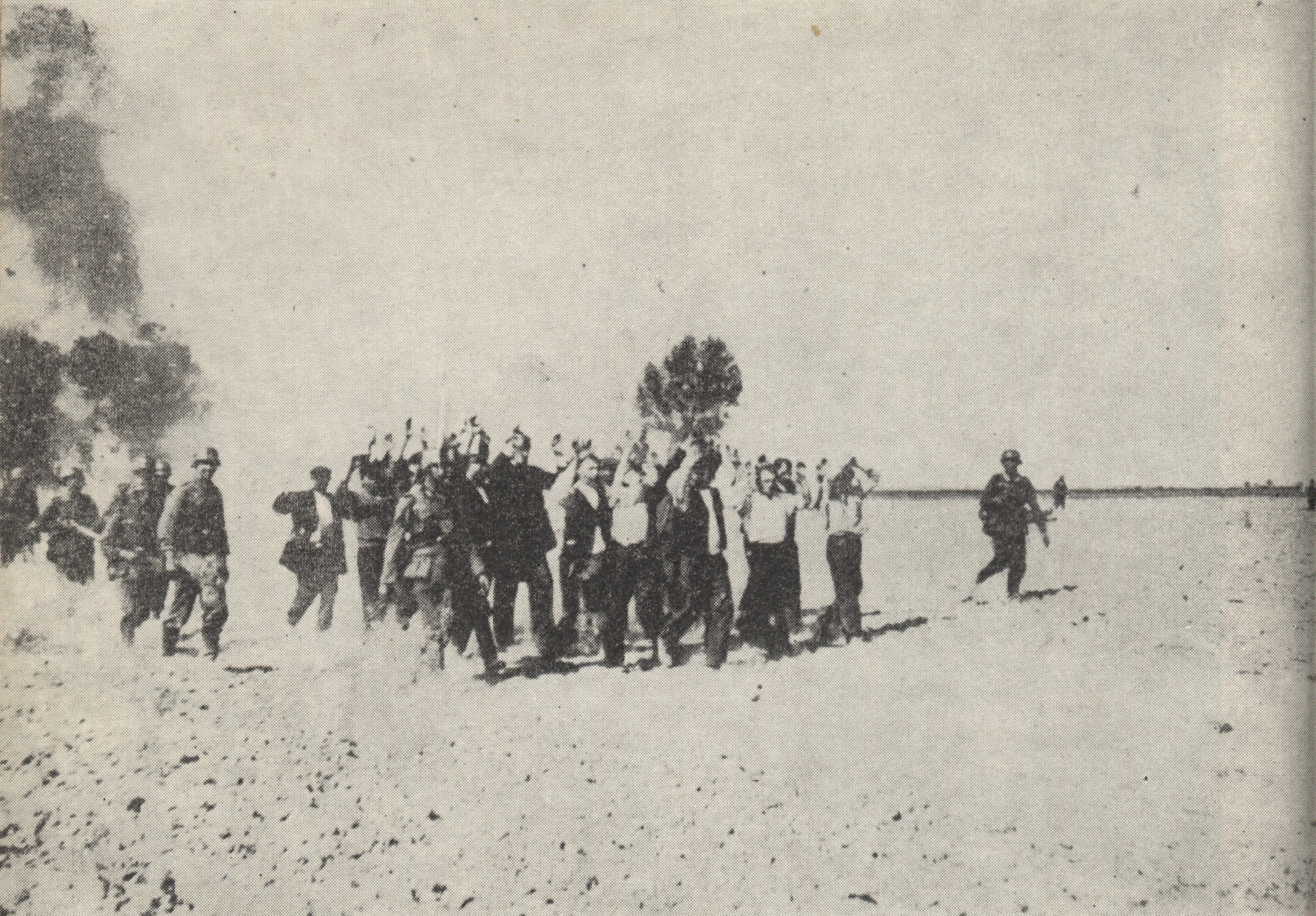
Wrzesień 1939, polscy chłopi prowadzeni na egzekucję. W tle płonąca wieś

W pierwszym tygodniu wojny do licznych zbrodni doszło na ziemi częstochowskiej, gdzie ofiarą pacyfikacji padło 37 wsi. Między innymi, już 1 września żołnierze niemieckiej 19 DP doszczętnie spalili przygraniczne Zimnowodę i Parzymiechy. Historycy szacują, że w obu miejscowościach zamordowano od 113 do 191 osób, wśród nich wiele kobiet i dzieci. 3 września ofiarą pacyfikacji padły Mysłów, gdzie od niemieckich kul i w płomieniach zginęły 22 osoby, Łobodno, gdzie spalono 99 budynków i zamordowano 37 osób, oraz Nierada i Zrębice, gdzie zamordowano 25 osób. Tego samego dnia – w odwecie za śmierć niemieckiego oficera, który poległ w walce – doszczętnie spalono Małusy Wielkie, mordując 11 mieszkańców. 4 września w Kruszynie, w odwecie za śmierć niemieckiego żołnierza omyłkowo zastrzelonego przez kolegów, zamordowano od 37 do 44 mieszkańców. Tego samego dnia Niemcy ostrzelali pociskami zapalającymi wieś Baby, powodując śmierć 12 osób i spalenie 45 budynków. W odległym o kilka kilometrów Widzowie rozstrzelali natomiast około 13–14 mieszkańców. Między 3 a 4 września żołnierze niemieccy dopuścili się ponadto licznych zbrodni na terenie gminy Lelów. W samym Lelowie, w odwecie za opór stawiany przez polskich żołnierzy, zamordowali 18 osób, a wieś spalili, nie oszczędzając nawet zabytkowego kościoła. Kolejnych 18 osób zamordowano we wsiach Wilków, Woźniki i Sadowie. 4–5 września spacyfikowano Chrząstów, mordując 21 mieszkańców i paląc blisko 70 budynków. W tych dniach miała również miejsce zbrodnia w Cielętnikach, podczas której żołnierze Wehrmachtu rozstrzelali od 11 do 16 osób. W nocy z 5 na 6 września w Kajetanowicach doszło do niewyjaśnionej strzelaniny. Mimo iż żaden Niemiec nie ucierpiał, żołnierze 42 pp 46 DP doszczętnie spalili wieś i zamordowali od 72 do 80 mieszkańców.
W pierwszych dniach wojny liczne pacyfikacje miały miejsce na ziemiach sieradzkiej, kaliskiej i wieluńskiej. Między innymi, w nocy z 1 na 2 września w przygranicznym Torzeńcu doszło do gwałtownej strzelaniny, w której zginęło trzech niemieckich żołnierzy, a czterech odniosło rany. W odwecie żołnierze 41 pp 10 DP częściowo spalili wieś i zamordowali 16 mieszkańców. Następnego dnia na rozkaz dowódcy pułku, płk. Friedricha Gollwitzera, w Torzeńcu rozstrzelano 18 polskich mężczyzn. 2 września batalion pionierów należący do tej samej dywizji spacyfikował sąsiedni Wyszanów. Od kul, płomieni oraz wrzucanych do piwnic granatów zginęły 22 osoby, w większości kobiety, dzieci i osoby starsze. W okolicach Wieruszowa pułk SS „Leibstandarte Adolf Hitler” spalił wsie Żdżary, Piaski i Mieleszyn. 3 września Niemcy spacyfikowali m.in. Górkę Klonowską i sąsiednie miejscowości (14 ofiar), Grójec Wielki (13 ofiar) oraz Rowy i Stolec (21 ofiar). Tę ostatnią wieś całkowicie spalono. W nocy z 3 na 4 września żołnierze niemieckiej 24 DP spacyfikowali Mączniki, mordując 19 osób. Wieś ta, podobnie jak sąsiedni Ostrów Kaliski, została podpalona. 4 września w Kamieńsku, prawdopodobnie w odwecie za udany wypad polskiego 2 psk, Niemcy zamordowali około 25–33 mężczyzn z tej i okolicznych wsi. Tego samego dnia w Szczawnie rozstrzelano w dwóch egzekucjach 18 Polaków. Zbrodni dokonano z inspiracji miejscowych volksdeutschów. Również 4 września żołnierze Wehrmachtu całkowicie spalili Dzigorzew, mordując 10 mieszkańców, a w sąsiednim Dzierlinie spalili kilka gospodarstw i zabili 6 osób. 6 września spacyfikowali Budy Uniejowskie, paląc zabudowania i zabijając dwóch rolników. Mieszkańców wypędzili do sąsiedniego Balina, gdzie następnego dnia rozstrzelali kolejnych 18 mężczyzn z Bud Uniejowskich. 6–8 września wkraczające oddziały Wehrmachtu spacyfikowały wiele wsi w gminie Niewiesz: Borzewisko (6 ofiar), Dominikowice (29 ofiar), Grocholice (kilkanaście ofiar), Gibaszew i Izabela (kilkanaście ofiar), Józefów (30 ofiar), Lipnica (17 ofiar), Niemysłów i Krępa (26 ofiar), Sempółki (co najmniej 10 ofiar), Szarów (20 ofiar), Wojciechów (8 ofiar). Z Nowej Wsi w sąsiedniej gminie Poddębice wywieziono 15 rolników do pobliskiego Wylazłowa i tam rozstrzelano. W niektórych wsiach doszło do podpaleń, m.in. niemal całkowicie spalono Lipnicę. 8 września żołnierze niemieccy doszczętnie spalili Czekaj, mordując 19 mieszkańców.
Na Pomorzu Nadwiślańskim do jednej z największych pacyfikacji doszło 3 września w Świekatowie. Rozstrzelano tam w kilku egzekucjach 22 mieszkańców (według innych źródeł liczba ofiar wyniosła 26 osób). 8 września w piaskowni pod Książkami na ziemi chełmińskiej oddział SS rozstrzelał 43 Polaków. W Konecku koło Inowrocławia członkowie paramilitarnego Selbstschutzu, wspierani przez żołnierzy Wehrmachtu, zamordowali 9 i 12 września około 19 młodych mężczyzn z tej i sąsiednich miejscowości. 11 września w nadmorskiej Wielkiej Wsi rozstrzelano 25 osób.
Wehrmacht i inne niemieckie formacje dopuściły się licznych zbrodni także we wsiach na Górnym Śląsku. Między innymi, 1–2 września w Gostyniu Wehrmacht rozstrzelał 14 mieszkańców. W Łaziskach Dolnych, Górnych i Średnich, w odwecie za opór stawiany przez żołnierzy Wojska Polskiego, rozstrzelano 2 września blisko 48 osób. Spalono również osiem budynków. 3–4 września w Imielinie żołnierze Wehrmachtu rozstrzelali 21 mieszkańców i 8 uchodźców. 4 września w Orzeszu członkowie Freikorps Ebbinghaus rozstrzelali 29 osób.
W Małopolsce, w pasie działania niemieckiego XVIII KA, spalono Skomielną Białą, mordując 14 mieszkańców (3 września). W odległej o kilkanaście kilometrów Olszówce spalono tego samego dnia 18 gospodarstw i zamordowano 13 osób (według innych źródeł zamordowano 18 osób i spalono 70 budynków). Zbrodnia ta była aktem zemsty za śmierć niemieckiego oficera, który – jak się później okazało – został przypadkowo zastrzelony przez innego Niemca. 4 września funkcjonariusze Einsatzgruppe I, którymi dowodził SS-Sturmbannführer dr Alfred Hasselberg, częściowo spalili Gruszowiec i zamordowali 14 mieszkańców. 5 września w Rudniku, prawdopodobnie w odwecie za opór stawiany przez Wojsko Polskie, żołnierze niemieckiej 7 DP rozstrzelali 23 osoby. Następnego dnia w Charsznicy pod Miechowem oddziały niemieckie rozstrzelały 32 osoby.
Wielu zbrodni w Małopolsce i na Podkarpaciu dopuściły się niemieckie jednostki górskie, które nacierały z terytorium Słowacji. 3 września w Zabrzeżu żołnierze 2 Dywizji Górskiej zabili trzech Polaków i Żydów, a następnego dnia częściowo spalili Tylmanową, mordując 11 mieszkańców. Z kolei między 5 a 7 września w Świniarsku, prawdopodobnie mszcząc się za opór stawiany przez polskie oddziały, spalili 26 gospodarstw i zamordowali 17 cywilów. 6 września miała miejsce zbrodnia w Szczyrzycu, której ofiarą padło około 10 cywilów i 39 jeńców wojennych. Tego samego dnia w sąsiednim Jodłowniku zamordowano 58 osób. W nocy z 8 na 9 września żołnierze 1 Dywizji Górskiej częściowo spalili Besko, mordując 21 mieszkańców (wśród ofiar byli Polacy i Ukraińcy). Zbrodni prawdopodobnie dokonano w akcie zemsty za porażkę poniesioną przez strzelców górskich podczas starcia w pobliskim Równem. 9 września, w odwecie za ostrzelanie niemieckiej kolumny samochodowej i śmierć jednego żołnierza, spacyfikowano Debrzę (przysiółek Nienaszowa), mordując 10 mężczyzn i paląc osiem gospodarstw.
Wdzierając się w głąb polskiego terytorium, Wehrmacht dopuścił się licznych zbrodni we wsiach na obszarze Kielecczyzny, Radomskiego i na ziemi piotrkowskiej. Między innymi, 3–6 września w Szczercowie od kul i wrzucanych do budynków granatów zginęło kilkunastu mieszkańców. W nocy z 3 na 4 września w Dmeninie i Karczowie zamordowano 15 osób. Następnego dnia w Folwarkach, w odwecie za rzekome szykanowanie volksdeutschów, Wehrmacht rozstrzelał około 24–25 osób. Spalono także kilka budynków. 5–6 września w Longinówce i Morycy rozstrzelano lub spalono żywcem kilkunastu cywilów oraz wielu jeńców wojennych (w tym 19 oficerów 76 pp). W tym samym czasie we wsiach Krzyżanów, Siomki i Cekanów żołnierze niemieckiej 1 DPanc. zamordowali 25 rolników i uchodźców. Do podpaleń i zabójstw doszło w tych dniach także w Krężnej i pobliskich wsiach (14 ofiar) oraz w Kalisku, Zawałach i Zawadach (12–16 ofiar). W Milejowcu, w odwecie za opór stawiany przez polskich żołnierzy, Niemcy zamordowali co najmniej 25 mieszkańców i uchodźców, a wieś niemal doszczętnie spalili. 6 września z tego samego powodu w Krasnej i Komorowie żołnierze niemieckiej 13 DP (zmot.) zamordowali 28 cywilów, w tym kobiety i dzieci, a drugą z tych wsi rozmyślnie spalili. Między 7 a 10 września w Sycynie żołnierze niemieccy rozstrzelali w dwóch egzekucjach 19 mężczyzn. 13 września w Cecylówce Głowaczowskiej żołnierze niemieccy spalili żywcem w stodole od 54 do 68 mężczyzn z tej wsi, w tym kilkunastu Żydów. Trzy dni później, prawdopodobnie mszcząc się za straty poniesione w walce z oddziałami WP, żołnierze Wehrmachtu rozstrzelali 10 mieszkańców Grabnowoli i Studzianek.
Między 8 a 13 września doszło do licznych zbrodni na obszarach wiejskich wokół Zgierza. 8 września Niemcy rozstrzelali 13 mężczyzn w Ziewanicach i 7 mężczyzn w Karnkowie. Następnego dnia spacyfikowane zostały Warszyce (11 ofiar) oraz Wola Zbrożkowa (12 ofiar). 10 września Wehrmacht, wycofując się przejściowo pod naporem polskich oddziałów, zamordował od 21 do 36 mieszkańców Rogóźna oraz przebywających we wsi uchodźców. Tego samego dnia co najmniej 19 osób zamordowano w Swobodzie. Gospodarstwa ofiar zostały podpalone. 10 i 11 września we wsiach Besiekierz Nawojowy i Besiekierz Rudny zamordowano 13 osób i spalono cztery budynki. 11 września w Białej żołnierze Wehrmachtu wraz z żandarmerią polową zgromadzili 16 mężczyzn w jednym z budynków, po czym zamordowali ich przy użyciu granatów. Wieś częściowo spalono. Tego samego dnia w Kowalewicach, mszcząc się za straty poniesione w walce, Niemcy rozstrzelali 29 mężczyzn. Również 11 września we wsiach Jasionka i Kębliny zamordowano 11 osób. 12–13 września we wsiach Koźle, Sadówka, Pludwiny i Bratoszewice oraz we wsi i folwarku Osse zamordowano łącznie 47 osób. Pludwiny i Sadówkę spalono. Zbrodni tej dokonali żołnierze 41 pp 10 DP. Według relacji jednego z niemieckich świadków, podczas pacyfikacji Pludwin żołnierze wpadli w taki szał, że – jak relacjonował – „nikt nie przeżył, zastrzelili nawet wszystkie psy”.
Liczne pacyfikacje miały miejsce także w innych rejonach ziemi łódzkiej oraz w zachodniej części Mazowsza. Między innymi, 8 września w Lisicach Wehrmacht rozstrzelał 41 mieszkańców i uchodźców. 10 września w pobliskich wsiach Teresin i Mszadla w wyniku podpaleń i egzekucji dokonywanych przez żołnierzy niemieckiej 10 DP zginęło około 150 osób. Następnego dnia w Bocheniu zamordowano kilkanaście osób. 12 września Wehrmacht zamordował 21 mieszkańców wsi Parma pod Łowiczem oraz spalił tam siedem gospodarstw. Tej samej nocy w Gzince żołnierze 10 i 18 DP zamordowali 19 osób z tej i okolicznych wsi. 16 września w gminie Zduny spacyfikowane zostały: Bąków Górny (18 ofiar), Bogoria Górna (12 ofiar), Urzecze (14 ofiar) i Strugienice (10 ofiar). W samych Zdunach zamordowano 18 osób. Następnego dnia w pobliskich Retkach zamordowano 31 osób. 18 września w Henrykowie żołnierze 19 DP zamordowali od 73 do 88 osób, w tym wielu uchodźców z zachodniej Polski.
W okresie kampanii wrześniowej Niemcy spacyfikowali także pewną liczbę wsi na obszarze wschodniego Mazowsza, Podlasia i Lubelszczyzny. 6 września w lesie „Wysoki Dział” pod Głażewem-Święszkami żołnierze Wehrmachtu rozstrzelali 25 osób z pobliskich miejscowości. 8 września częściowo spalili wieś Bagatele nieopodal Ostrowi Mazowieckiej, mordując 11 mieszkańców i uchodźców. 9 września we wsi Orło, w akcie zemsty za atak polskiego oddziału na niemiecką kolumnę, zamordowano 7 osób, a trzy ciężko zraniono. Następnego dnia, w odwecie za zwycięską akcję polskiej 18 DP, żołnierze Wehrmachtu spalili wsie Gniazdowo i Stare Rogowo oraz zamordowali 21 rolników. Również 10 września we wsiach Laski i Sokołowo w pobliżu Ostrołęki, w odwecie za porażkę poniesioną w walce z oddziałami Wojska Polskiego, Niemcy rozstrzelali 20 osób. Tego samego dnia w Grygrowie pod Stoczkiem rozstrzelano około 10–11 osób. 10 lub 20 września żołnierze XIX KA spalili Dębniki na ziemi łomżyńskiej. Rozstrzelali wtedy 10 mężczyzn, podczas gdy dwie osoby zginęły w pożarze. 13 września w Seroczynie w powiecie siedleckim esesmani z Dywizji Pancernej „Kempf” rozstrzelali lub zabili przy użyciu granatów około 28–29 mieszkańców. Jeszcze tego samego dnia w kolejnej egzekucji zabito tam cztery osoby. 13–14 września w Olszewie pod Brańskiem, w odwecie za działania Suwalskiej BK, żołnierze niemieccy zamordowali 47 osób, wśród nich cywilów i wziętych do niewoli żołnierzy WP. 14 września w Łękawicy Wehrmacht rozstrzelał 24 Polaków i Żydów. 15 września w Cechówce (ob. część Sulejówka) z rąk żołnierzy Wehrmachtu zginęło co najmniej 58 cywilów. Tego samego dnia spacyfikowano także sąsiednią Długą Szlachecką, gdzie zamordowano 42 osoby. 17 września w Łaskarzewie żołnierze 22 pp 1 DP, po wyparciu wojsk polskich ze wsi, zamordowali 24 Polaków i 30 Żydów. Nieustalonego dnia we wsiach Księżopole i Tyszki-Ciągaczki Wehrmacht rozstrzelał 33 mieszkańców i uchodźców. 1 października w Szczuczkach na Lubelszczyźnie żołnierze niemieccy uwięzili mężczyzn ze wsi w miejscowej szkole, a następnie ostrzelali budynek z broni ciężkiej. Zginęło wtedy ponad 60 Polaków.

### Niemieckie reakcje
Także nerwy generałów, np. Haldera, już ucierpiały. Niektórzy wrócili załamani z Polski, zobaczywszy tam skutki naszych brutalnych walk […] Opowiedziałem mu o młodych chłopcach ze Służby Pracy, którzy byli świadkami, jak otaczano wsie (z powodu partyzantów) i podpalano, podczas gdy ludność z rozdzierającym krzykiem błądziła tam i z powrotem.

Niemieckie dowództwo stosunkowo szybko zorientowało się, że fala przemocy spowodowana „partyzanckimi urojeniami” wymyka się spod kontroli i zagraża interesom Wehrmachtu, powodując chociażby utratę kwater i zapasów. Obawiano się ponadto, że ofiarą agresji żołnierzy mogą przypadkowo paść członkowie mniejszości niemieckiej w Polsce. Już 2 września dowództwo 10 DP wydało rozkaz, aby „z całą surowością zakazać podpaleń, które stały się już swego rodzaju manią”. 4 września dowództwo XIII KA, zastrzegając, że „wskazane jest bezwzględne traktowanie partyzantów”, zakazało dokonywania odwetowych podpaleń. Następnego dnia rozkaz o podobnej treści wyszedł z dowództwa 8 Armii. 6 września w rozkazie IV KA odnotowano, iż „z błahej przyczyny wybuchają paniczne strzelaniny i ogromne pożary”, dodając jednocześnie, że z powodu braku doświadczenia żołnierzy i dowódców oddziałów tyłowych istnieje niebezpieczeństwo wybuchu „psychozy na punkcie partyzantów”. Z kolei dowódca 10 Armii gen. Walter von Reichenau w rozkazie z 11 września polecił ukrócić nerwowość wśród żołnierzy i zabronił „palenia domów w akcie odwetu”, zaznaczając jednak, że „w przypadku rzeczywistych ataków na żołnierzy lub innego rodzaju wrogich działań należy przedsięwziąć na miejscu bezwzględne środki”. Nie wdrożono jednak środka, który rzeczywiście mógłby zatrzymać podpalenia i egzekucje, tj. energicznych dochodzeń oraz surowych kar dla sprawców.
W dodatku rozkazy wydawane przez niemieckich dowódców niekiedy sankcjonowały zbrodnie popełnione przez ich podwładnych lub okazywały się co najmniej wewnętrznie sprzeczne. Instrukcje Oberkommando des Heeres (OKH) nakazywały, by ujętych partyzantów stawiać przed sądami wojennymi. Niemniej w wydanym 4 września zarządzeniu specjalnym, dotyczącym zaopatrzenia służb tyłowych 8 Armii, znalazło się zalecenie, by rozstrzeliwać bez sądu nie tylko partyzantów i osoby zatrzymane z bronią w ręku, lecz także polskich cywilów „przebywających w domach i gospodarstwach, z których strzelano do naszych żołnierzy”. Również gen. Von Reichenau wydał w tym dniu rozkaz nakazujący rozstrzeliwać partyzantów „złapanych na gorącym uczynku albo z bronią w ręku”. OKH szybko wystosowało sprostowanie do dowódców armii, wskazując, że partyzantów należy zabijać w walce, a po ujęciu oddawać pod sąd. Niemniej zachęciło jednocześnie, by „w szczególnie ciężkich przypadkach” sądy wojenne karały śmiercią akty sabotażu. W dodatku 10 września OKH wydało rozkaz, by polskich „nieletnich przestępców” sądzić jak dorosłych, jeśli „sprawca pod względem rozwoju nie różni się od osoby powyżej 18. roku życia”. Tego samego dnia dowódca Grupy Armii „Północ”, gen. Fedor von Bock, wydał rozkaz palenia domów położonych za linią frontu, z których strzelano do niemieckich żołnierzy, a w przypadku gdy nie da się ustalić z jakiego domu padł strzał – spalenia całej wsi (o ile nie zostali w niej zakwaterowani żołnierze). Ten sam rozkaz nakazywał stawiać przed sądem sołtysa takiej wsi (w przypadku jego nieobecności – „szanowanych mieszkańców”) ze względu na „uzasadnione podejrzenie współudziału”.
Co do zasady, oddziałom Wehrmachtu walczącym w Polsce pozostawiono duży zakres swobody w traktowaniu ludności cywilnej, co najwyżej hamując ich zapędy, jeżeli wymagał tego interes armii. W ocenie Böhlera: „niemieccy dowódcy wojskowi potraktowali wybryki podległych im żołnierzy jako środek służący szybkiej »pacyfikacji« [podbitego] kraju”.

### Liczba „wrześniowych” pacyfikacji
Autorzy opracowania Zbrodnie hitlerowskie na wsi polskiej 1939–1945 podają, że we wrześniu 1939 roku Wehrmacht i inne niemieckie formacje spaliły 434 wsie. Według Szymona Datnera zniszczeniu mogło ulec nawet 476 miejscowości. Wielokrotnie paleniu wsi towarzyszyły masakry i zbiorowe egzekucje.
W ujęciu regionalnym, opracowanym przez Datnera według podziału terytorialnego Polski z lat 1945–1975, liczba pacyfikacji miała przedstawiać się następująco:
- województwo łódzkie – 201 wsi;
- województwo warszawskie – 116 wsi;
- województwo krakowskie – 42 wsie;
- województwo kieleckie – 40 wsi;
- województwo lubelskie – 30 wsi;
- województwo śląskie – 22 wsie;
- województwo pomorskie – 18 wsi;
- województwo poznańskie – 4 wsie;
- województwo rzeszowskie – 3 wsie.

Datner zastrzegał przy tym, że są to dane niepełne. 
Według innych źródeł, we wrześniu 1939 roku na ziemi łódzkiej Niemcy spacyfikowali 93 wsie, mordując około 1,2 tys. osób. Z kolei na obszarze przedwojennego województwa białostockiego mieli spalić całkowicie lub częściowo 49 wsi, z czego trzydzieści zostało spacyfikowanych bez wyraźnego związku z działaniami wojennymi. W 31 białostockich wsiach zabito 197 osób, spalono 112 domów i 2535 budynków gospodarczych.

## Pacyfikacje „hubalowskie”

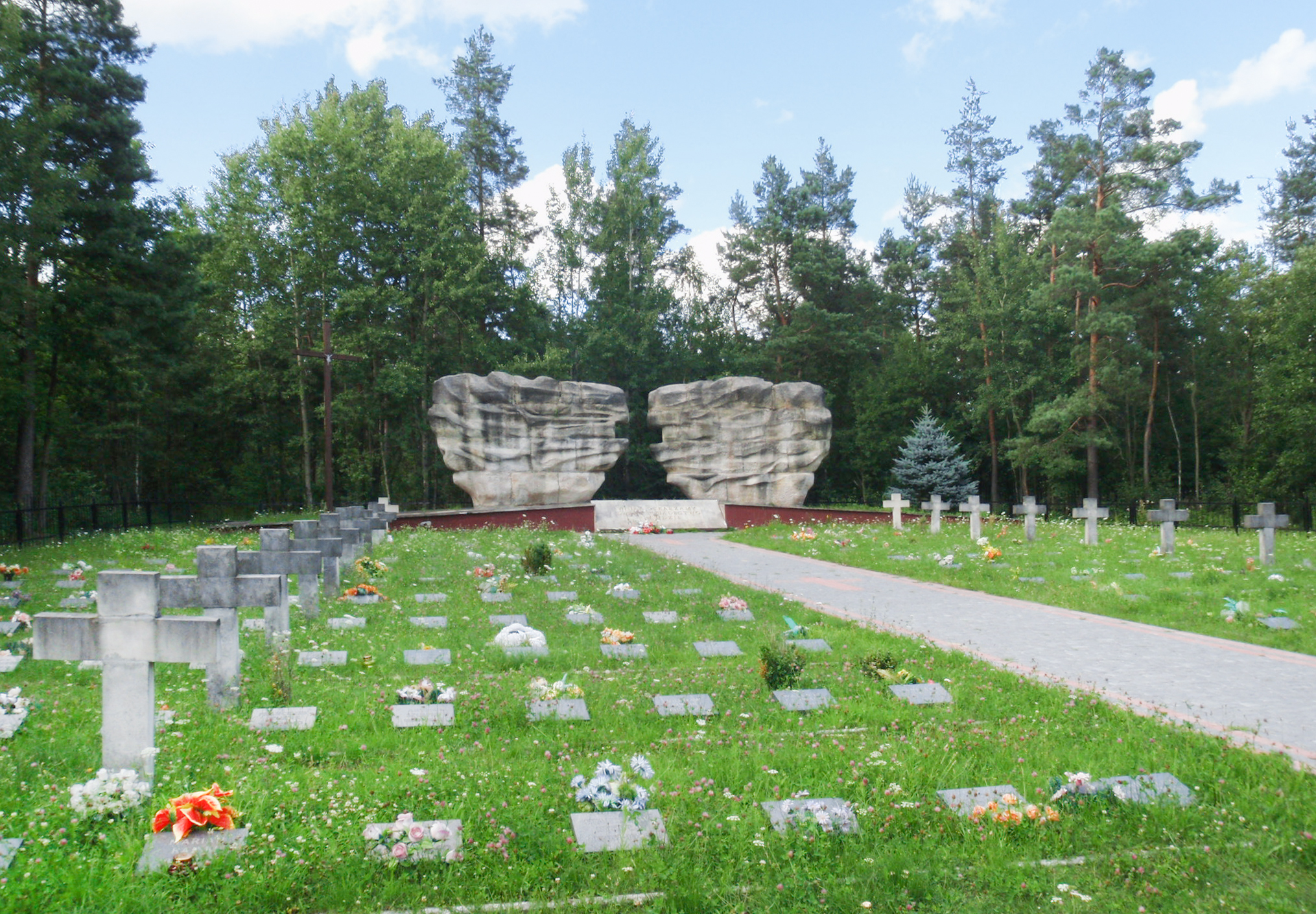
Cmentarz ofiar pacyfikacji Skłobów

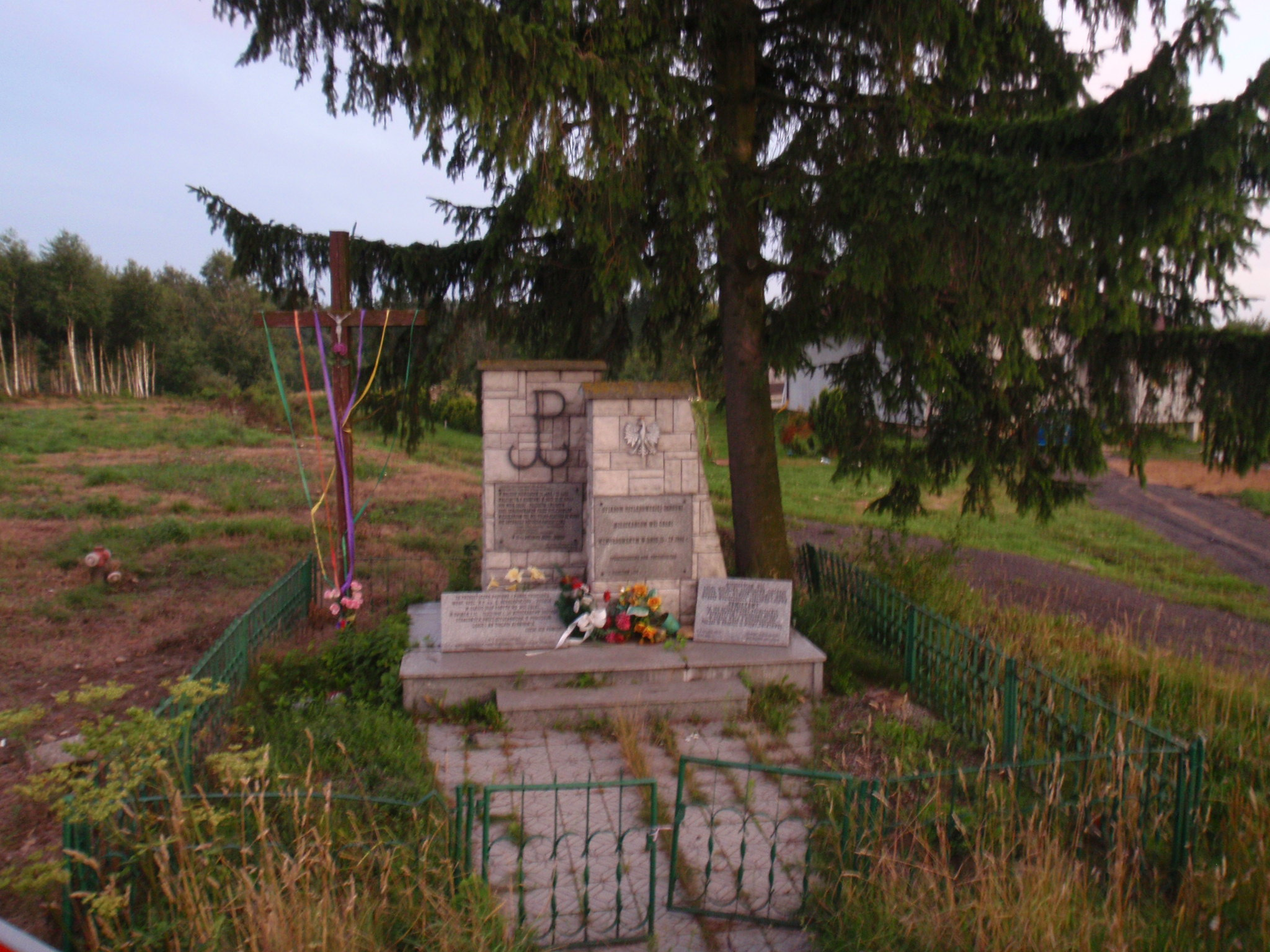
Pomnik ku czci ofiar pacyfikacji Gałek

W ostatnich dniach kampanii wrześniowej mjr Henryk Dobrzański ze 110 rezerwowego pułku ułanów zebrał wokół siebie grupę oficerów i żołnierzy zdecydowanych kontynuować otwartą walkę z Niemcami. W tych okolicznościach narodził się słynny później Oddział Wydzielony Wojska Polskiego. W pierwszych dniach października 1939 roku Dobrzański i jego żołnierze przedostali się w Góry Świętokrzyskie, gdzie entuzjastyczne przyjęcie ze strony miejscowej ludności przekonało ich, że wrześniowa klęska nie złamała woli oporu polskiego społeczeństwa. Z tego względu major postanowił pozostać na Kielecczyźnie, doczekać tam spodziewanej na wiosnę 1940 roku ofensywy francusko-angielskiej, a następnie wesprzeć działania aliantów intensywnymi akcjami zbrojnymi na niemieckim zapleczu. Sam posługiwał się odtąd konspiracyjnym pseudonimem „Hubal”.
30 marca 1940 roku oddziały SS i policji niemieckiej, rozpoczęły szeroko zakrojoną obławę na polski oddział. Atak na kwaterę główną „hubalczyków” w Hucisku przyniósł jednak Niemcom dotkliwą porażkę. Po zwycięskim starciu polscy żołnierze dokonali odskoku do odległej o 25 kilometrów wsi Szałas, gdzie 1 kwietnia skutecznie odparli kolejny niemiecki atak. Niedługo później „Hubal” za cenę częściowego rozproszenia oddziału zdołał wydostać swoich żołnierzy z obszaru objętego obławą. W międzyczasie nastąpiły jednak pierwsze represje wobec polskiej ludności cywilnej. Oddziały SS, policji i Selbstschutzu przeprowadziły masowe aresztowania we wsiach Gałki, Hucisko, Mechlin, Stefanków, Szałas-Komorniki, a także w kilku innych miejscowościach. Los zatrzymanych w większości wypadków okazał się tragiczny. 4 kwietnia 1940 roku w miejscu straceń na Firleju pod Radomiem Niemcy rozstrzelali 145 mężczyzn, w tym 70 mieszkańców Stefankowa, 40 mieszkańców Gałek, 23 mieszkańców Mechlina i dwóch mieszkańców Korytkowa. Mniej więcej w tym samym czasie w Kielcach rozstrzelano 24 mężczyzn z Szałasu-Komorników. 32 mężczyzn z Huciska i Bokowa wywieziono do KL Sachsenhausen (pobyt w kacecie przeżyło tylko ośmiu).
W dniach 4–6 kwietnia oddziały SS i policji zamknęły pierścień okrążenia wokół obszaru leżącego w trójkącie Mniów – Sielpia Wielka – Stąporków. Niemcom nie udało się osaczyć oddziału „Hubala”, gdyż zdążył on już kilka dni wcześniej opuścić zagrożony teren. Niemniej w czasie blokady doszło do licznych zbrodni na ludności cywilnej. 7 kwietnia esesmani z 8. pułku SS-Totenkopfverbände zamordowali 83 Polaków, w tym 61 mieszkańców Królewca i 18 mieszkańców Adamowa. Pierwsza z tych wsi została w znacznej części spalona. Do egzekucji doszło także m.in. we wsiach Stadnicka Wola, Jelenia Góra, Niebo, Piekło, Sielpia Mała (6–7 kwietnia, 29 ofiar), Małachów Fabryczny (6 kwietnia, 11 ofiar) i Koprusa (4 kwietnia, cztery ofiary). 8 kwietnia na terenie objętym blokadą przeprowadzono zakrojoną na szeroką skalę obławę. Z piętnastu wsi oraz trudnej do określenia liczby mniejszych przysiółków Niemcy uprowadzili wszystkich mężczyzn, tj. około 1,5–2 tys. osób, których następnie doprowadzili do wyznaczonych punktów zbornych i tam terroryzowali. Ostatecznie większość zatrzymanych zwolniono do domów. Około 100 osób wywieziono jednak do Skarżyska-Kamiennej i uwięziono w tamtejszym areszcie. 29 czerwca 1940 roku w lesie Brzask pod Skarżyskiem miała miejsce wielka egzekucja, w której trakcie zamordowano ponad 20 chłopów aresztowanych w czasie obławy na oddział „Hubala”, w tym dziewiętnastu mieszkańców Królewca i czterech mieszkańców Szałasu-Komorników.
Nieudane próby rozbicia oddziału „Hubala” nadszarpnęły prestiż niemieckich władz policyjnych. Wyższy Dowódca SS i Policji w Generalnym Gubernatorstwie (HSSPF „Ost”), SS-Obergruppenführer Friedrich Wilhelm Krüger, postanowił więc spacyfikować kilka polskich wsi, aby ten sposób niejako zakamuflować poniesioną porażkę. 8 kwietnia niemiecka ekspedycja karna doszczętnie spaliła Szałas Stary i zamordowała tam 64 mężczyzn. Ostatni, a zarazem najkrwawszy etap akcji represyjnej nastąpił 11 kwietnia. Tego dnia Niemcy doszczętnie spalili trzy wsie: Gałki, Hucisko i Skłoby. W tej ostatniej miejscowości miała miejsce najkrwawsza ze wszystkich „hubalowskich” pacyfikacji; zamordowanych zostało bowiem 265 mężczyzn. W Hucisku i Gałkach z rąk Niemców zginęło natomiast odpowiednio 22 i 12 Polaków.
Pacyfikacje „hubalowskie” były pierwszą tego typu akcją represyjną przeprowadzoną przez Niemców w okupowanej Polsce i Europie. W ciągu niespełna dwóch tygodni różnymi formami represji dotkniętych zostało 31 miejscowości w przedwojennych powiatach koneckim, kieleckim i opoczyńskim. Zamordowanych zostało 712 osób cywilnych, w tym dwie kobiety i sześcioro dzieci. Z tej liczby 503 osoby zamordowano bezpośrednio w trakcie pacyfikacji, 183 osoby osadzono w więzieniu, a następnie rozstrzelano, 24 osoby zginęły w obozach koncentracyjnych, dwie osoby zmarły na skutek tortur. Osiem osób więziono przez pięć lat w obozach koncentracyjnych. Około 190–200 osób spędziło kilka tygodni w więzieniach, gdzie byli poddawani torturom i brutalnemu traktowaniu. Ponadto w czasie obław spędzono na punkty zborne i terroryzowano prawie 2 tys. polskich cywilów. Niemcy dokonali podpaleń w dwunastu miejscowościach, niszcząc około 620 zagród chłopskich. Doszczętnie lub prawie doszczętnie spalono przy tym cztery wsie: Gałki, Hucisko, Skłoby i Szałas Stary, podczas gdy w Królewcu spłonęła większa część zabudowy.
Mieszkańcy spacyfikowanych wsi nie brali bezpośredniego udziału w walce z Niemcami, a wielu wypadkach nie mieli nawet żadnych związków z Oddziałem Wydzielonym Wojska Polskiego. Jedynie pacyfikacja Szałasu-Komorników towarzyszyła bezpośrednio walce stoczonej przez Niemców z żołnierzami „Hubala”. W pozostałych przypadkach represje wobec ludności cywilnej zastosowano jeszcze przed rozpoczęciem działań przeciw polskiemu oddziałowi (np. pierwsza pacyfikacja Gałek) lub dopiero po ich zakończeniu, niekiedy nawet po upływie kilku dni (np. pacyfikacje Szałasu Starego i Huciska, druga pacyfikacja Gałek). Co więcej, ofiarą niemieckich represji padły wsie, w których oddział „Hubala” nigdy nie kwaterował (Stefanków, Skłoby), a nawet przez które nigdy nie przechodził (Królewiec).

## Zamojszczyzna 1942–1943

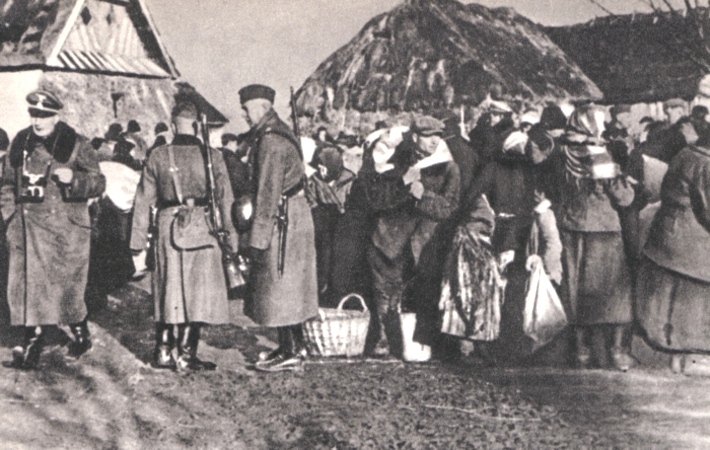
Polscy rolnicy wysiedlani z Zamojszczyzny, zima 1942/1943

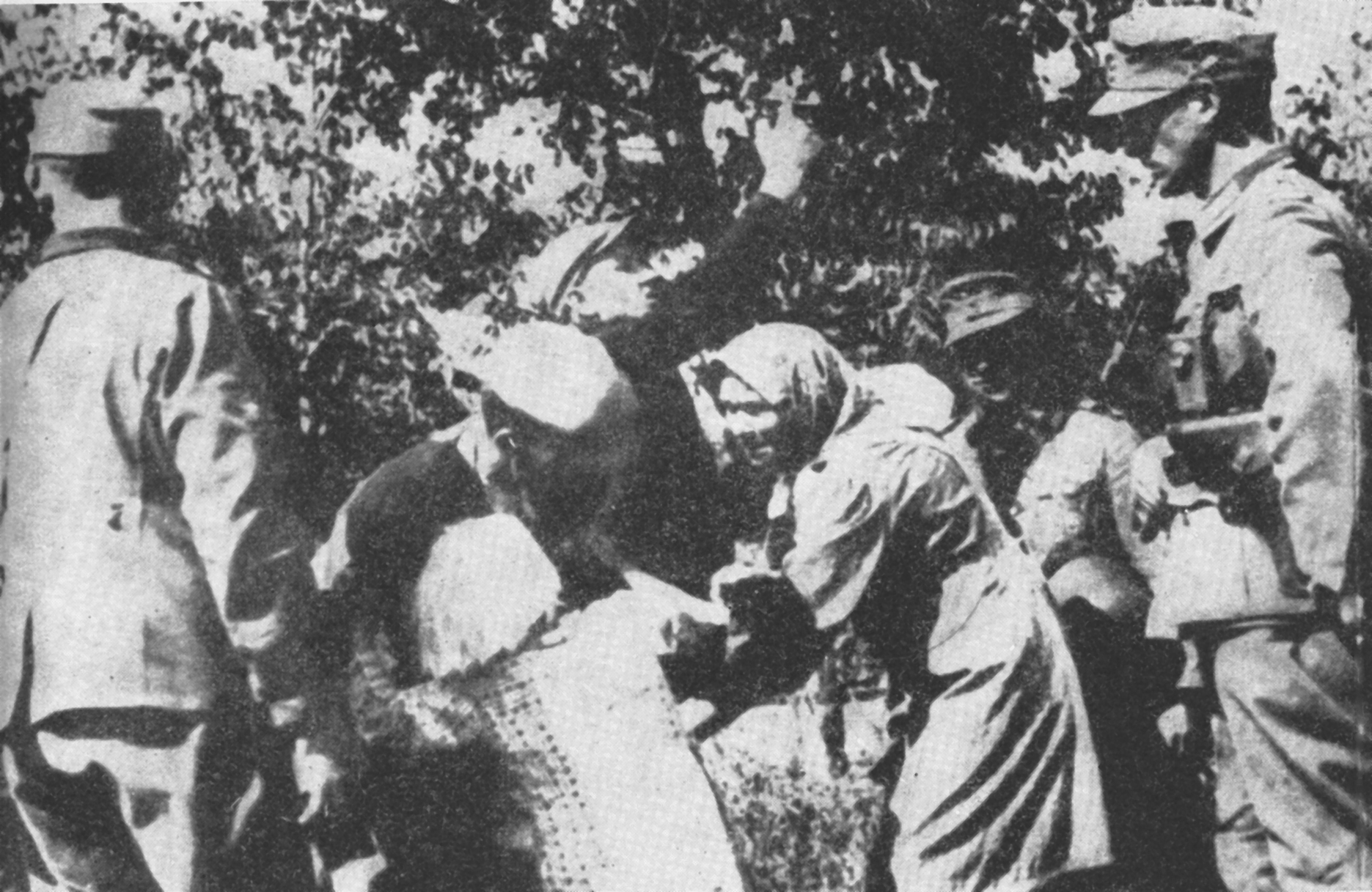
Rabunek dzieci polskich podczas operacji wysiedleńczej na Zamojszczyźnie

W listopadzie 1942 na rozkaz dowódcy SS i policji na dystrykt lubelski, Odilo Globocnika Niemcy rozpoczęli akcję wysiedleńczą Zamojszczyzny, uznanej za „pierwszy obszar osiedleńczy” w ramach Generalnego Planu Wschodniego (Generalplan Ost), zakładającego wysiedlenie rdzennej ludności z terenów Europy Środkowej i Wschodniej i zasiedlenie ich niemieckimi osadnikami. Pierwsze, próbne, wysiedlenia przeprowadzono w listopadzie 1941, a właściwą akcję rozpoczęto rok później, począwszy od wysiedlenia wsi Skierbieszów w dniu 27 listopada. Pierwsza faza wysiedleń trwała do końca 1942 i objęła wsie powiatu zamojskiego i tomaszowskiego. Druga rozpoczęła się 13 stycznia 1943, a w jej toku do 6 marca 1943 wysiedlono wsie z powiatu hrubieszowskiego. Ostatnia – najbrutalniejsza – faza wysiedleń, obejmująca także powiat biłgorajski, trwała w czerwcu i lipcu 1943 Ogólnie do sierpnia 1943 wysiedlono na Zamojszczyźnie 297 wsi i około 110 tysięcy Polaków, na których miejsce sprowadzono około 12 tysięcy kolonistów niemieckich oraz 7 tysięcy Ukraińców.
Zamojszczyzna stanowiła ewenement w dziejach Europy okupowanej przez III Rzeszę i jej sojuszników, bo po raz pierwszy zastosowano tutaj połączenie przesiedleń z działaniami o charakterze eksterminacyjnym. W wysiedlanych wsiach doszło do szeregu mordów. Wypędzana ludność trafiała do obozów przejściowych w Zamościu, Zwierzyńcu i Biłgoraju, a stamtąd po selekcji kierowana była na roboty do Rzeszy, do obozów koncentracyjnych Auschwitz (2 tysiące) i Majdanek (16 tysięcy) lub do tzw. wsi rentowych. Szczególny los dotknął dzieci zamojskich wsi, z których na ogólną liczbę 30 tys. dotkniętych wysiedleniami – około 4,5 tys. zostało przeznaczonych do zniemczenia i skierowanych do specjalnych ośrodków, z których trafiały do niemieckich rodzin adopcyjnych. Wiele dzieci nie wytrzymało warunków obozowych, transportów, szczególnie tych z zimy przełomu 1942/43
Prowadzona przez Niemców akcja wysiedleńcza Zamojszczyzny stała się bezpośrednią przyczyną podjęcia akcji zbrojnych przez polskie podziemie, ochrzczonych później mianem „powstania zamojskiego”. W tym czasie funkcjonowały w tym regionie dobrze zorganizowane struktury Armii Krajowej oraz Batalionów Chłopskich. Ich działania prowadzone były głównie w trzech obszarach: organizacji akcji ewakuacyjnych zagrożonej ludności, prowadzenie akcji odwetowych przeciwko kolonistom niemieckim oraz podejmowanie akcji odwetowych skierowanych wobec policji i administracji niemieckiej oraz paraliżujących szlaki komunikacyjne. W sumie oddziały partyzanckie na Zamojszczyźnie przeprowadziły w tym okresie około 300 akcji zbrojnych.
Reakcją Niemców było wzmożenie represji. Ostatnia faza wysiedleń (tzw. Akcja Werwolf w czerwcu i lipcu 1943) charakteryzowała się szczególną brutalnością i połączona była z krwawą pacyfikacją wielu zamojskich wsi. Zdarzały się przypadki bombardowania pacyfikowanych miejscowości przy użyciu lotnictwa lub ostrzeliwania ich przez artylerię. Niemieckie pacyfikacje dotknęły między innymi takie wsie zamojskie jak: Kitów (11 grudnia 1942 – co najmniej 164 ofiary), Dzierążnia (28–29 stycznia 1943 – ponad 60 ofiar), Budy i Huta Dzierążyńska (29 stycznia 1943 – 71 ofiar), zamieszkany przez Ukraińców Sumin (około 50 ofiar), Szarajówka (18 maja 1943 – co najmniej 58 ofiar), Sochy (1 czerwca 1943 – około 180 ofiar), Majdan Nowy (24 czerwca 1943 – co najmniej 28 ofiar), Majdan Stary (3 lipca 1943 – 75 ofiar). Wiele wsi było pacyfikowanych wielokrotnie, w tym: Aleksandrów pięć razy (579 ofiar, w tym w największej pacyfikacji w dniu 4 czerwca 1943 – 464 zabitych), a Paradysówka cztery razy (około 40 ofiar). Represje okupanta dotknęły również m.in. Długi Kąt, Górecko Stare (10 ofiar), Osuchy, Rachodoszcze (80 ofiar), czy Różaniec (69 ofiar). Tomasz Chinciński ocenia, iż w trakcie akcji wysiedleńczej na Zamojszczyźnie Niemcy spacyfikowali łącznie 115 miejscowości, mordując przy tym 4674 osoby. 84 wsie zostały spalone (16 całkowicie, 68 częściowo).

## Pacyfikacje jako narzędzie terroru okupacyjnego

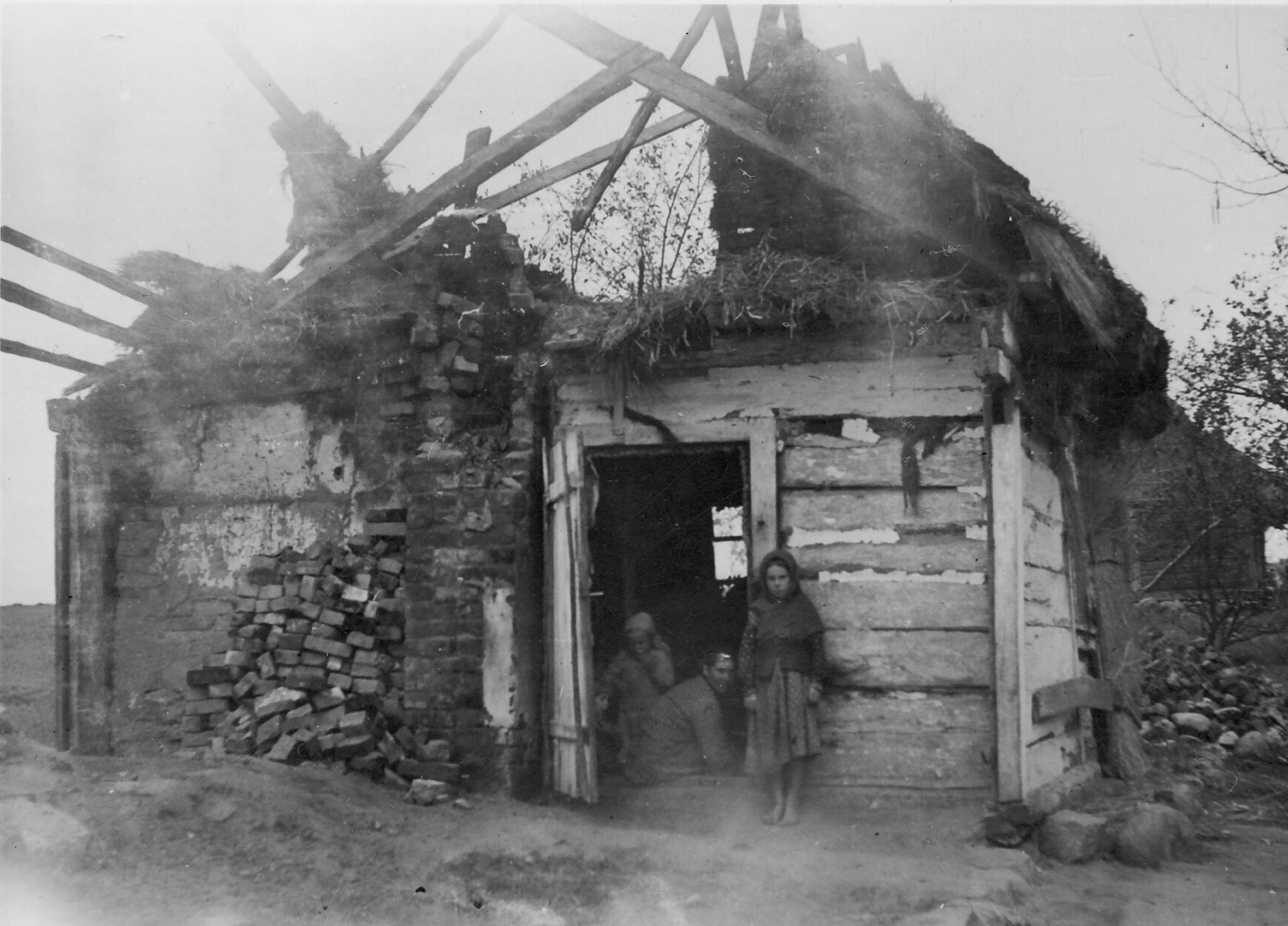
Chałupa na ziemiach zabużańskich zburzona przez Niemców w 1941

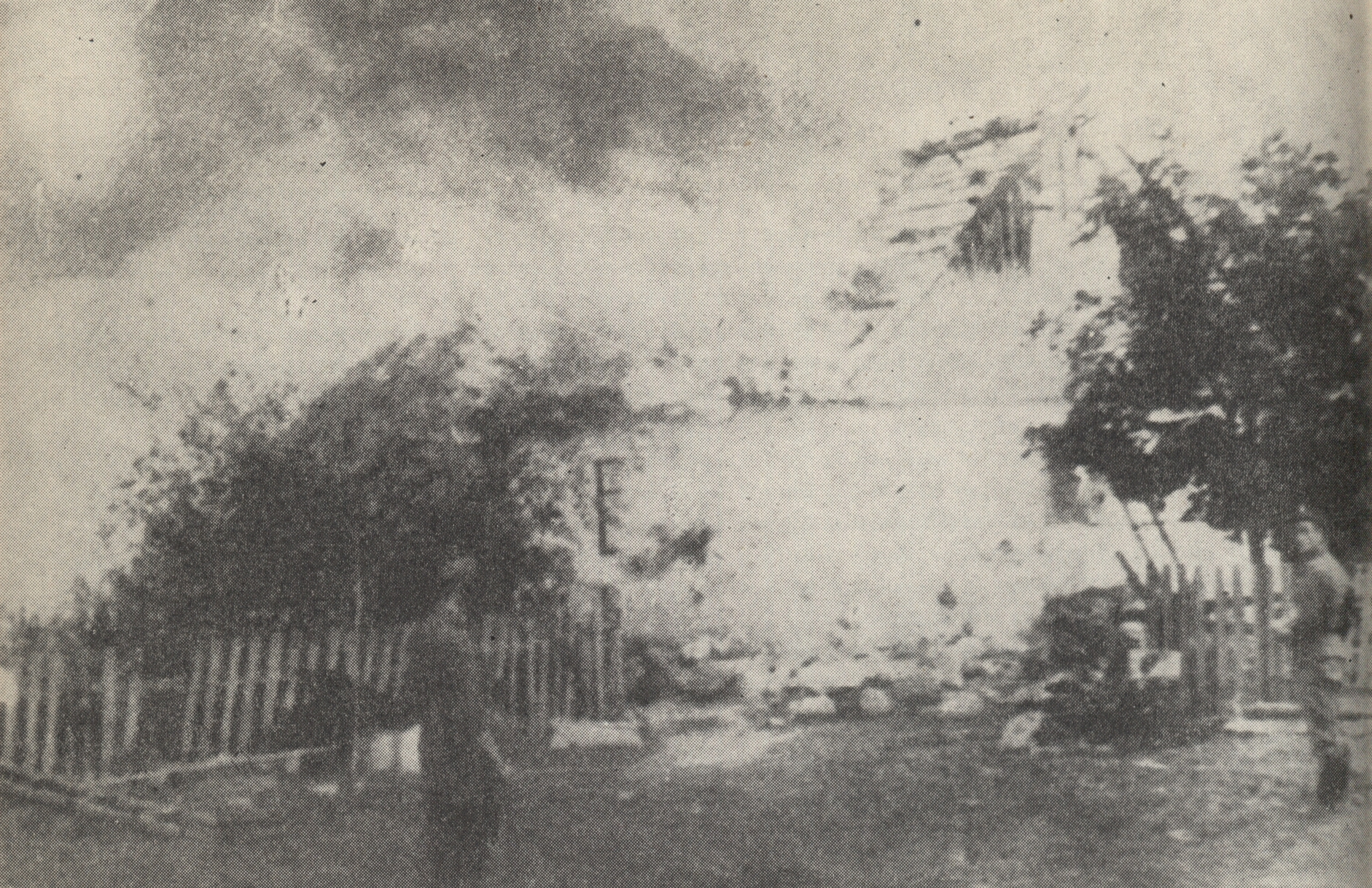
Płonąca wieś na Kielecczyźnie

Na okupowanych przez siebie terenach Polski, Niemcy szeroko stosowali zasadę odpowiedzialności zbiorowej, której podstawą „prawną” były takie rozporządzenia władz okupacyjnych, jak: rozporządzenie generalnego gubernatora Hansa Franka z 31 października 1939 „w sprawie zwalczania czynów gwałtu w Generalnym Gubernatorstwie”; „wytyczne do walki z bandytyzmem na wschodzie” z 18 sierpnia 1942 oraz rozporządzenie Hansa Franka z 2 października 1943 „o zwalczaniu zamachów na niemieckie dzieło odbudowy GG”. Dochodziło do nich wiele innych rozporządzeń wydawanych w trybie roboczym, związanych m.in. z akcją ujęcia zbiorów oraz ściąganiem kontyngentów. Na części okupowanych terytoriów kresowych obowiązywał w dodatku osławiony Rozkaz o „Jurysdykcji Barbarossa”.
Jedną z form egzekwowania zasady odpowiedzialności zbiorowej były ekspedycje karne, specyficznie kolonialna metoda działania, która była stosowana przez Niemców niemal wyłącznie na terenach wiejskich. Jedną z odmian ekspedycji karnych były pacyfikacje, polegające na mordowaniu ludzi na miejscu i paleniu zabudowań, połączone często z innymi formami przemocy. Pacyfikacje w większości były odwetem za działalność ruchu oporu (zwłaszcza za zamachy na Niemców dokonane w pobliżu wsi), pomoc udzielaną przez mieszkańców wsi podziemiu niepodległościowemu, ukrywanie Żydów i zbiegłych jeńców wojennych, niewywiązywanie się mieszkańców z dostaw obowiązkowych kontyngentów, unikanie wywózek na roboty do Rzeszy itp.
Tylko między wiosną 1942 a połową 1944 Niemcy przeprowadzili na obszarach wiejskich Generalnego Gubernatorstwa około 650 różnych akcji terrorystycznych, w trakcie których zabito 17 tysięcy ludzi. Najbardziej dotkliwe represje dotknęły Lubelszczyznę, co było związane z prowadzonymi tam przez okupanta szeroko zakrojonymi akcjami przeciwpartyzanckimi. Dotknęły one w pierwszym rzędzie wsie w okolicach Lasów Janowskich (luty 1944) oraz ponownie Zamojszczyznę, gdzie w czerwcu 1944 Niemcy przeprowadzili „operacje oczyszczające” Sturmwind I i Sturmwind II, wymierzone w partyzantów ukrywających się w Puszczy Solskiej. Równie brutalne represje spadły na Kielecczyznę (m.in. pacyfikacje Michniowa, Skałki Polskiej, Stróżek, Sobienia, Skronin, Bichniowa, Boru Kunowskiego i Żuchowic), gdzie też występował bardzo silny ruch partyzancki. Ponadto wzmożone akcje pacyfikacyjne były prowadzone na Mazowszu (m.in. Lipniak-Majorat, Wanaty); rejonie Rzeszowa (m.in. Kaszyce, Kulno); w Małopolsce (np. Radwanowice); czy na Podhalu i Beskidzie Sądeckim (spacyfikowano m.in.: Ochotnicę Górną i Dolną, Tylmanową, Wiśniową).
Wyjątkowo brutalnie pacyfikowane było województwo białostockie, które w lipcu 1941 wcielono do Rzeszy jako tzw. Bezirk Bialystok. Wkrótce po niemieckiej inwazji na ZSRR, w lecie 1941 r. zagładzie uległo 40 wsi w rejonie Puszczy Białowieskiej, w których Niemcy zamordowali 601 osób i wypędzili 7036 osób. W następnych latach Niemcy spacyfikowali w Okręgu Białostockim kolejnych 87 wsi, w tym niektóre w wyjątkowo brutalny sposób (m.in. Krasowo-Częstki, Rajsk, Jabłoń-Dobki, Jasionowo, Sikory-Tomkowięta, Wnory-Wandy). Ogółem straty ludności nieżydowskiej Białostocczyzny w okresie niemieckiej okupacji ocenia się na prawie 94 tysięcy osób. Zniszczeniu uległo około 47 tysięcy gospodarstw wiejskich.
Do szeregu pacyfikacji, niekiedy niezwykle krwawych, doszło również na Kresach Wschodnich, gdzie Niemców bardzo często wyręczały kolaboracyjne formacje ukraińskie bądź litewskie. Ponadto wraz ze zbliżaniem się frontu wschodniego i związanym z nim uaktywnieniem się polskiego ruchu oporu, Niemcy nasilili od jesieni 1944 represje na polskich ziemiach zachodnich wcielonych do III Rzeszy. Na Pomorzu tzw. Jagdkommandos dokonywały licznych egzekucji na ludności miejscowej pod pozorem zwalczania ruchu oporu. Między innymi, pod koniec sierpnia 1944 Niemcy rozstrzelali 22 Polaków w miejscowości Czumsk Duży, a 24 stycznia 1945 kolejnych dziewiętnastu w Tleniu. 7 lutego 1945 niezidentyfikowany bliżej oddział niemiecki zamordował 13 mieszkańców leśnej osady Białe (powiat lubawski), w tym pięć kobiet i sześcioro dzieci .

## Wykaz największych zbrodni (według liczby ofiar)

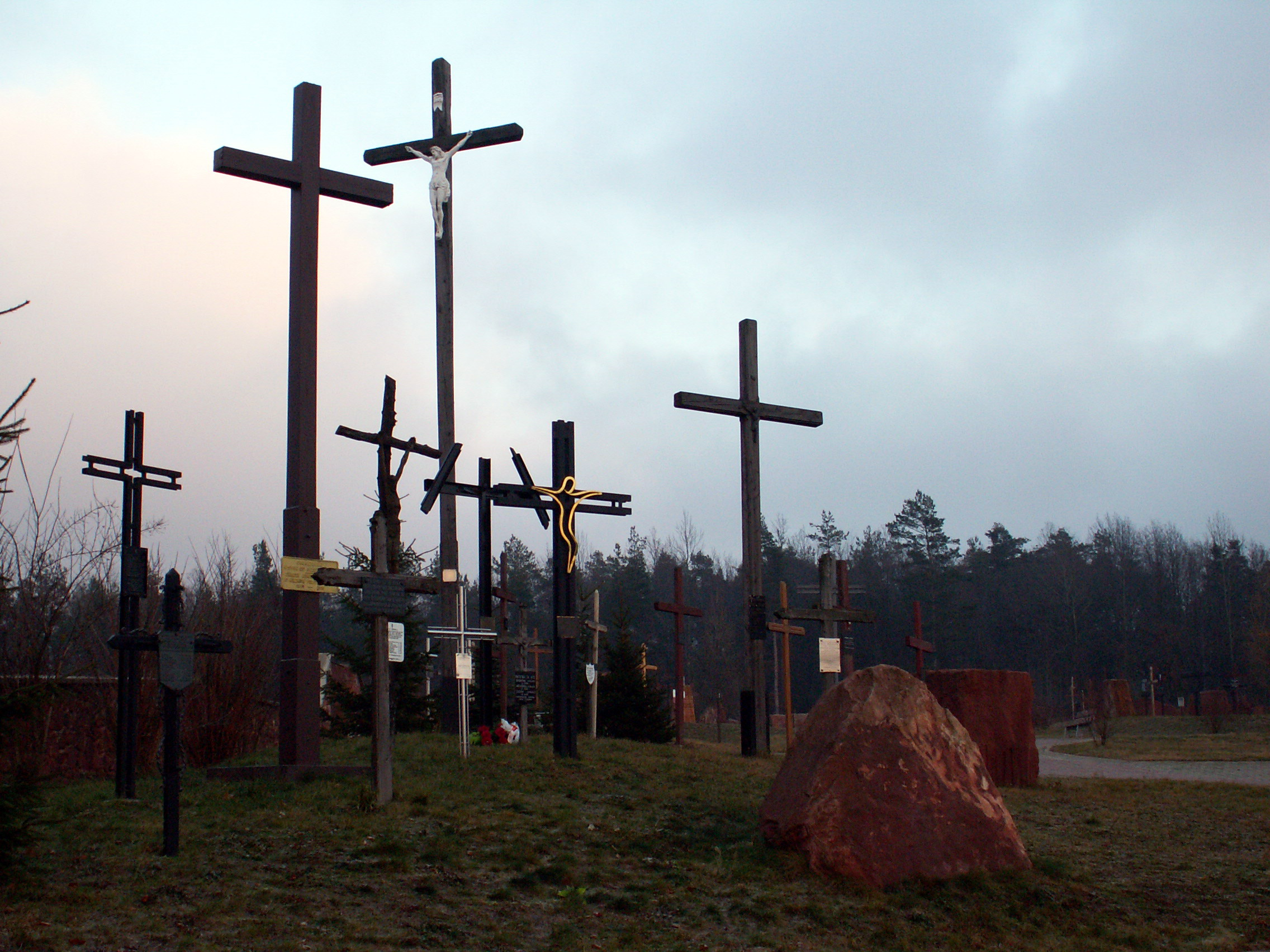
Michniów – krzyże symbolizujące spacyfikowane wsie polskie

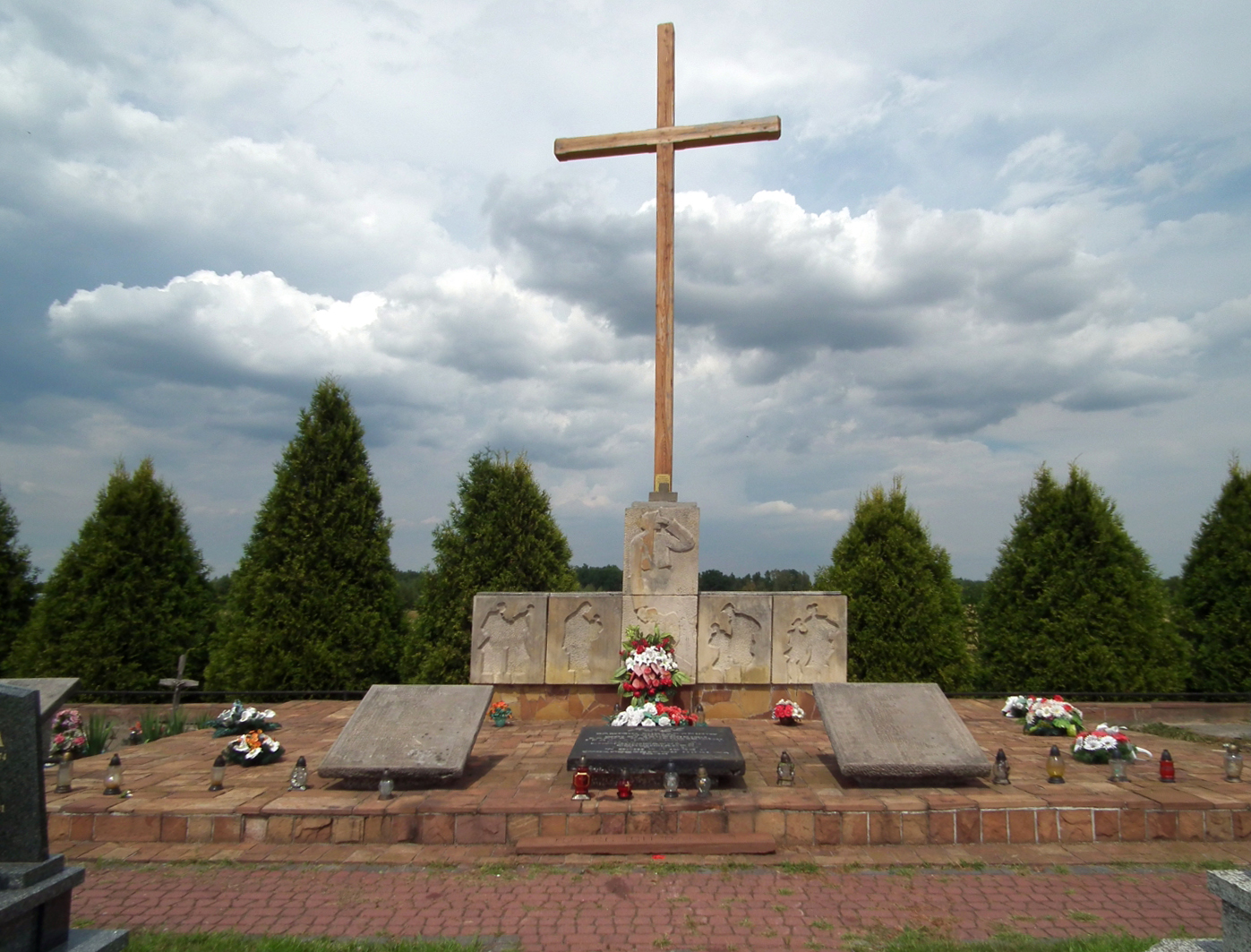
Pomnik ofiar pacyfikacji Borowa

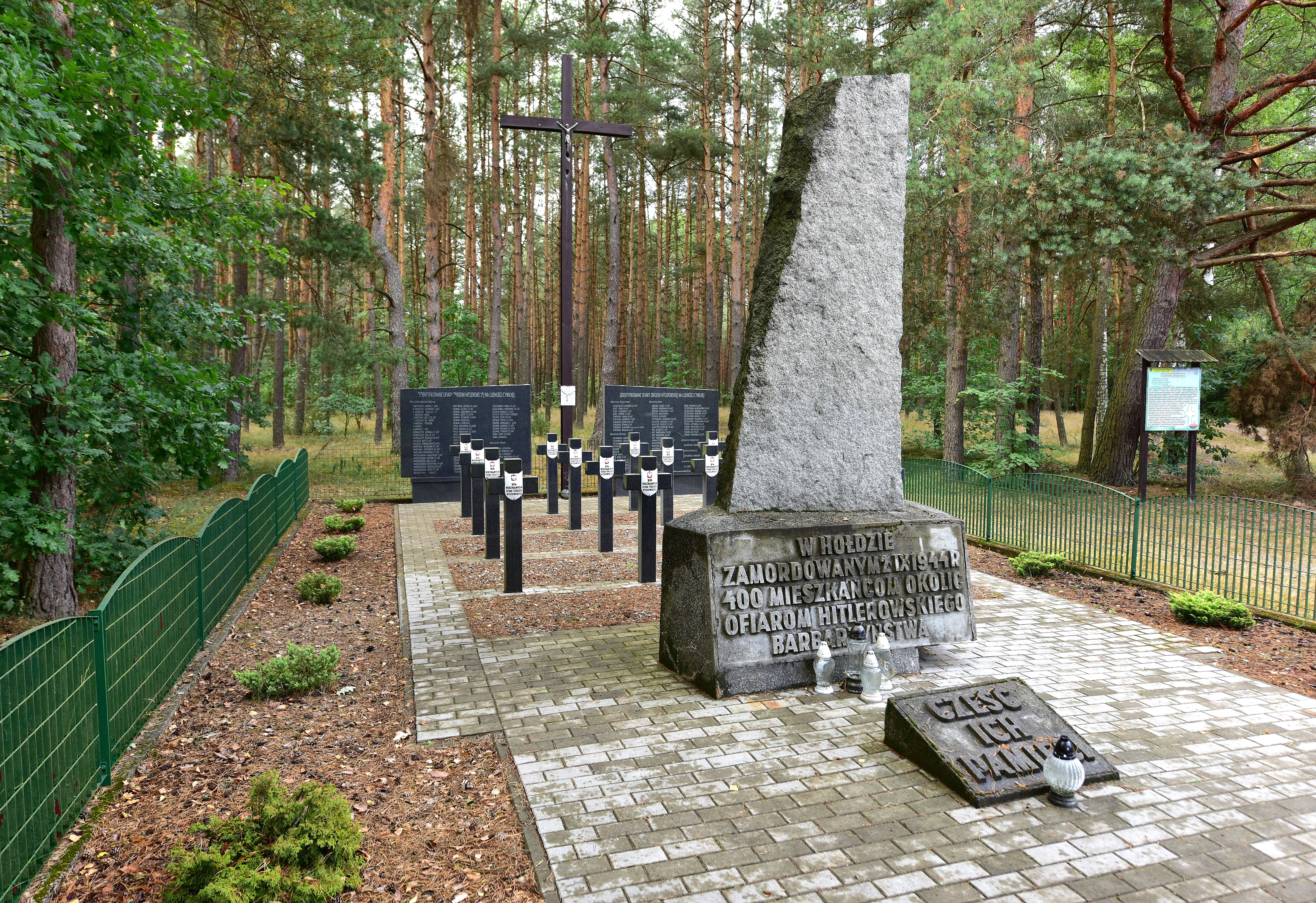
Pomnik i cmentarz ofiar pacyfikacji Lipniaka-Majoratu

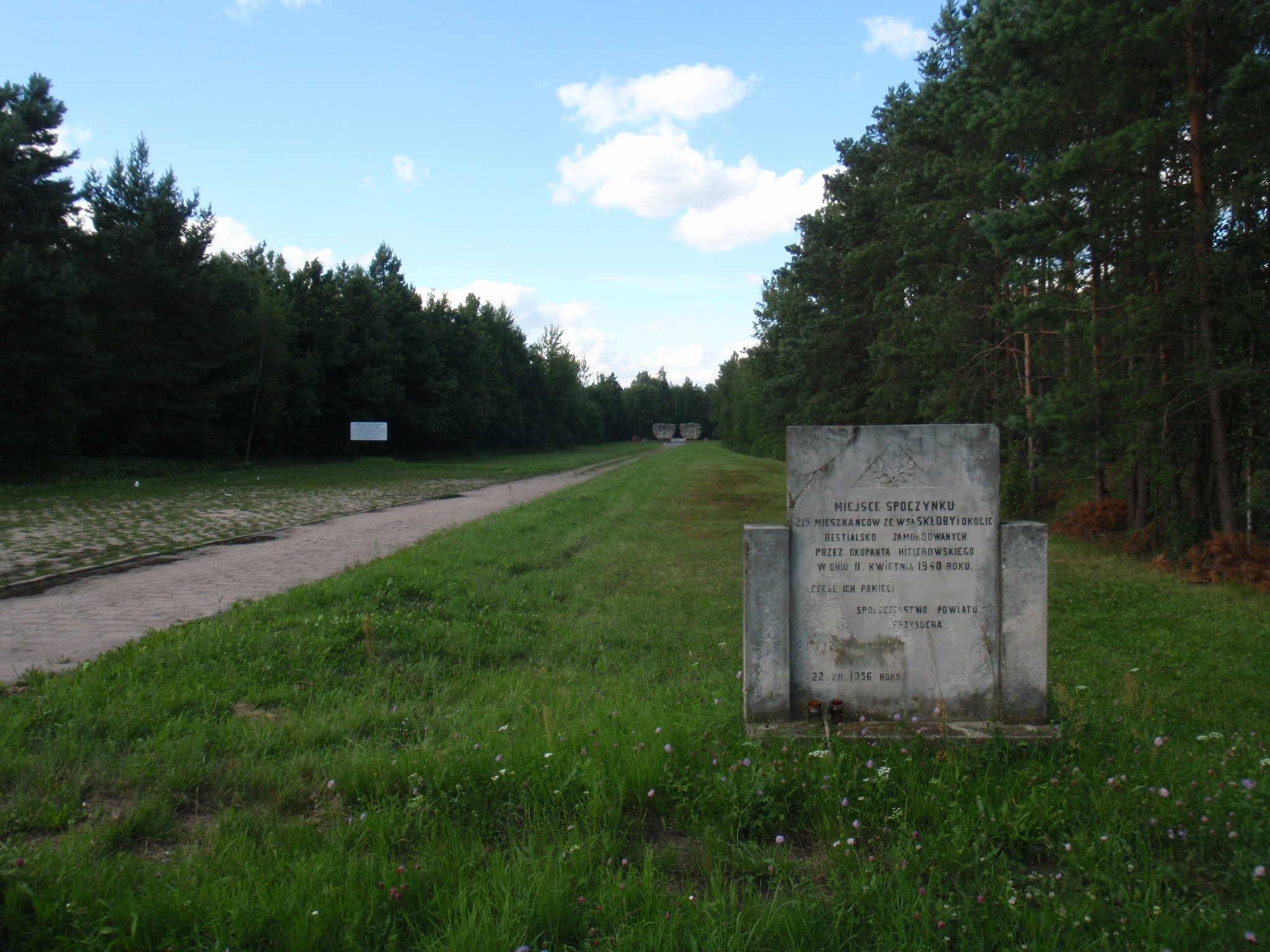
Cmentarz ofiar pacyfikacji wsi Skłoby

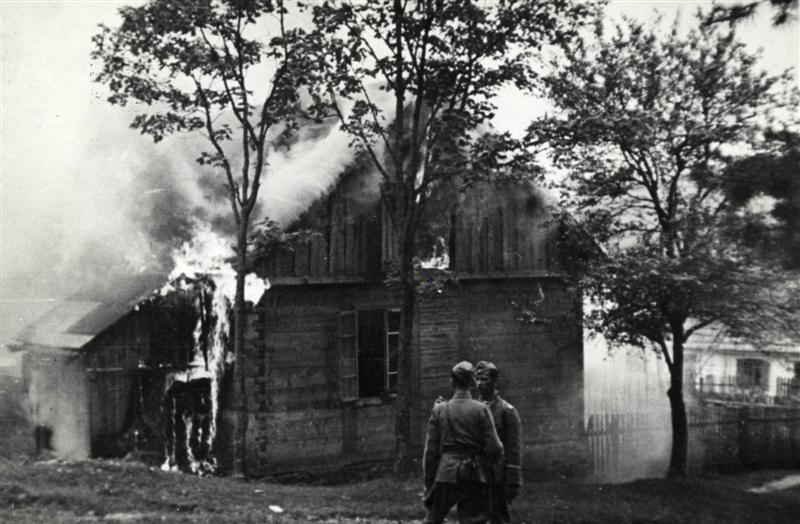
Pacyfikacja Michniowa

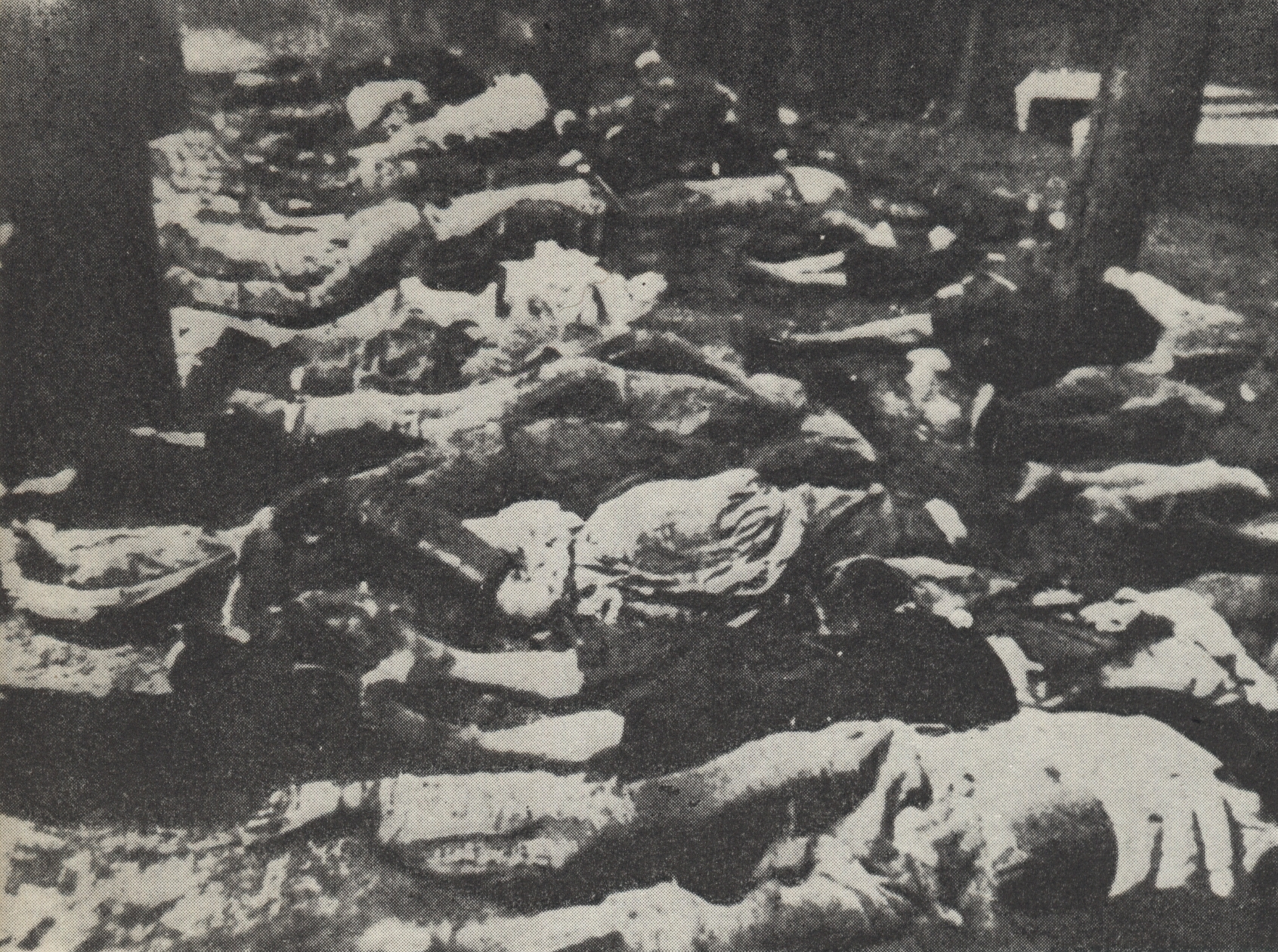
Polacy zamordowani w Sochach

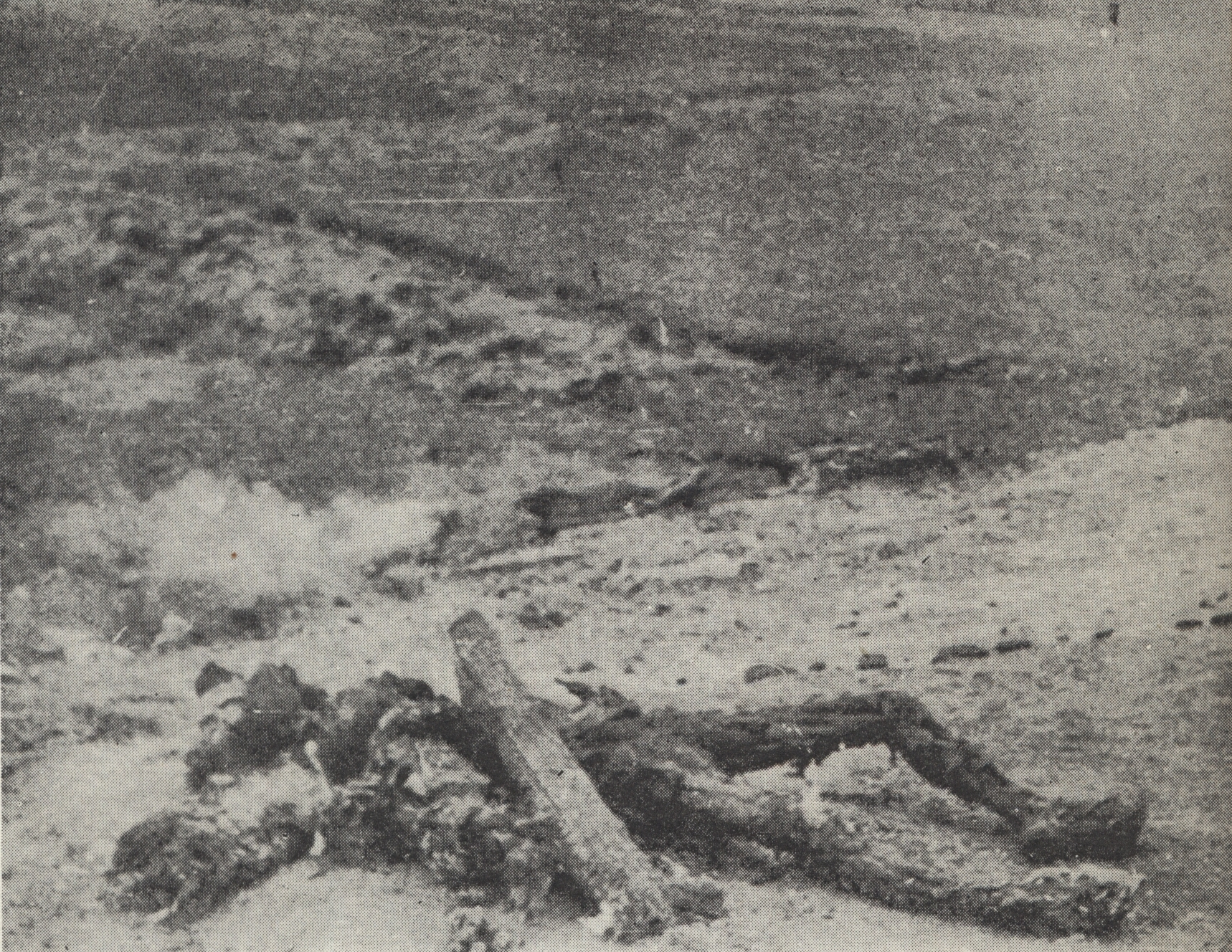
Jedna z ofiar pacyfikacji Skałki Polskiej

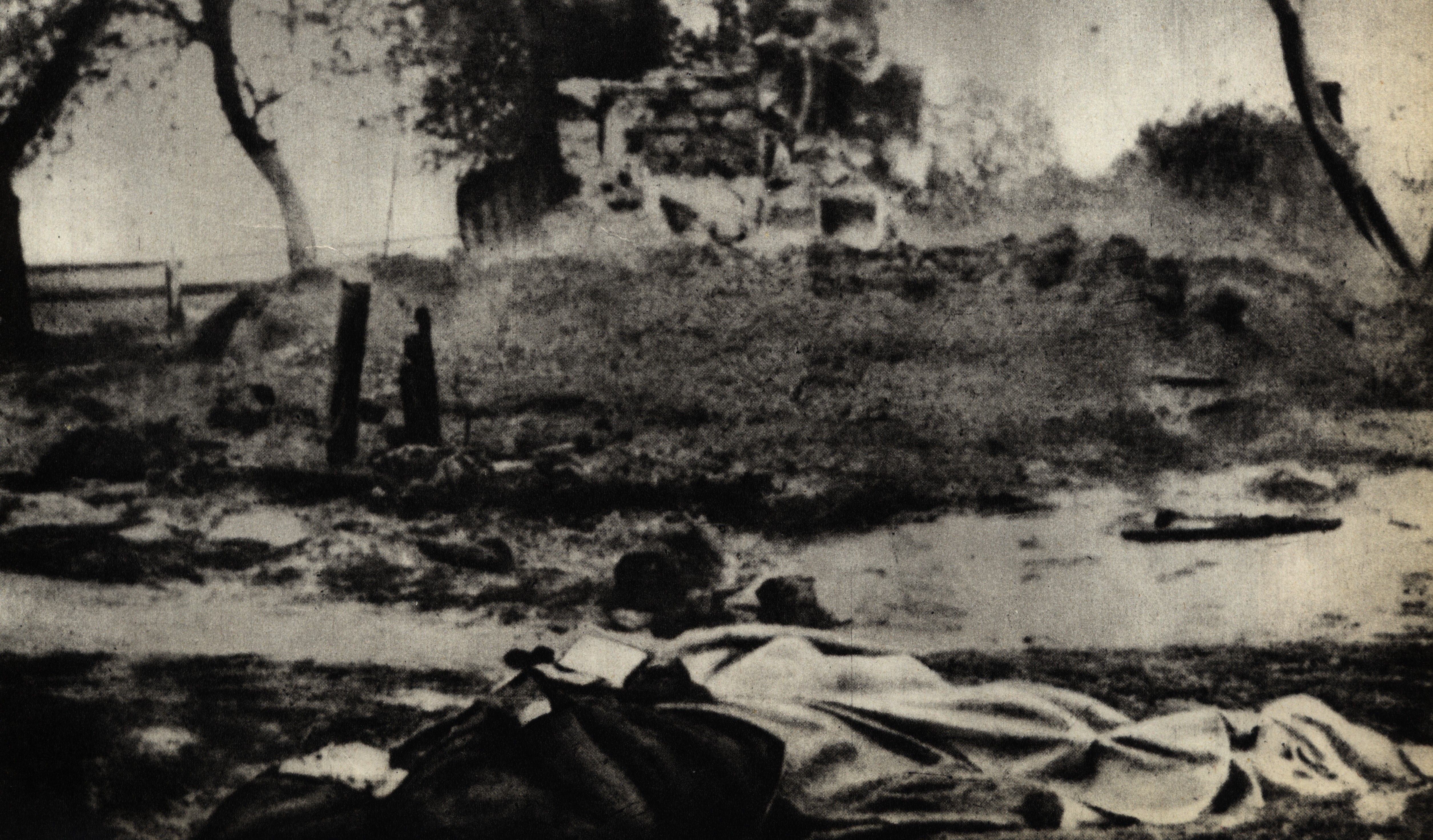
Szarajówka. Zdjęcie wykonane po pacyfikacji

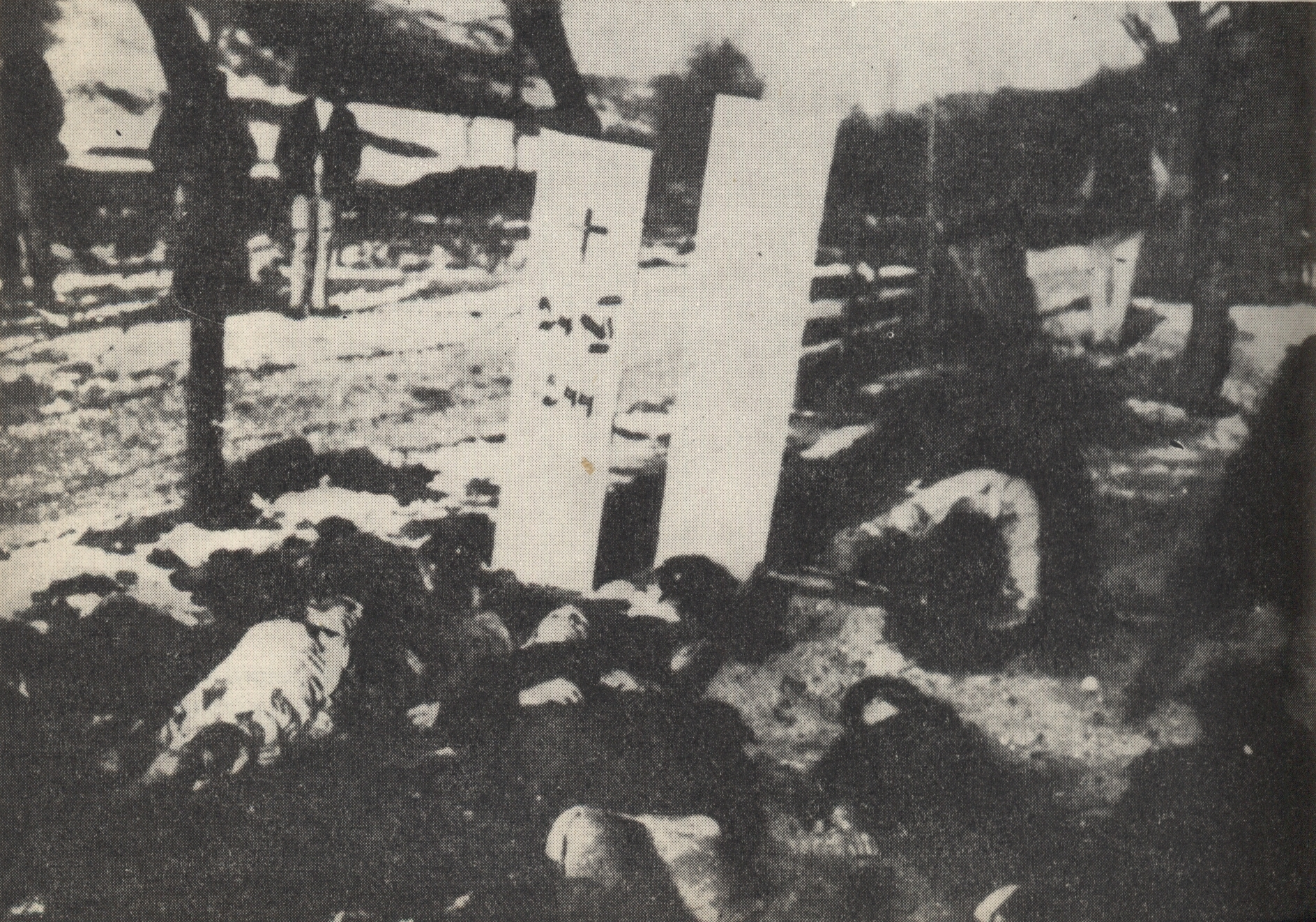
Ofiary „Krwawej wigilii” w Ochotnicy Dolnej

Nie w każdej z pacyfikowanych wsi niemieckie ekspedycje karne miały ten sam przebieg. Niekiedy okupantom chodziło jedynie o zastraszenie ludności poprzez spędzenie jej w miejsce zbiórki i sterroryzowanie połączone z poniżaniem, maltretowaniem, biciem i groźbami. W innych wypadkach Niemcy zadowalali się aresztowaniem bądź zabiciem kilku (często indywidualnie wybranych) osób, wywózką części mieszkańców na roboty przymusowe i spaleniem kilku zagród. Część ekspedycji kończyła się jednak całkowitą zagładą pacyfikowanych miejscowości – wymordowaniem niemal wszystkich mieszkańców, doszczętnym spaleniem wsi, ogólnym rabunkiem mienia. Nierzadkie były przy tym wypadki mordowania kobiet, dzieci i starców, palenia ludzi żywcem, wymyślnych tortur. Niektóre wsie niszczono przy użyciu artylerii i lotnictwa. Niekiedy stosowano także zakaz osiedlania się wokół zniszczonych wsi.

### Wsie spacyfikowane na obecnym terytorium Polski
Do najkrwawszych i najgłośniejszych pacyfikacji doszło w następujących wsiach znajdujących się w obecnych granicach Polski:
- Borów, Szczecyn, Wólka Szczecka, Łążek Zaklikowski, Łążek Chwałowski, Karasiówka (ob. powiat kraśnicki w woj. lubelskim i powiat stalowowolski w woj. podkarpackim) – 2 lutego 1944 Niemcy przeprowadzili zakrojoną na szeroką skalę akcję eksterminacyjną, wymierzoną w polskie wsie położone w zachodniej części Lasów Janowskich, stanowiące oparcie dla silnych w tym regionie oddziałów Narodowych Sił Zbrojnych. Tego dnia oddziały SS, Wehrmachtu i policji niemieckiej – wsparte przez ukraińskich kolaborantów – doszczętnie spaliły Borów, Szczecyn, Wólkę Szczecką, Łążek Zaklikowski, Łążek Chwałowski i Karasiówkę. Mieszkańców masowo rozstrzeliwano, zakłuwano bagnetami, palono żywcem lub zamykano w budynkach i mordowano za pomocą granatów. Historycy szacują, że zamordowano wówczas od 800 do 1300 Polaków (w tym kilkaset kobiet i dzieci). W ujęciu bardziej szczegółowym liczba ofiar przedstawiała się następująco: Borów – ok. 300 zamordowanych[165]; Szczecyn – od 265[166] do 368[167] zamordowanych; Wólka Szczecka – ponad 200 zamordowanych[168]; Łążek Zaklikowski i Łążek Chwałowski – 217 zamordowanych[h][166]; Karasiówka – ok. 60 zamordowanych[166]. Była to prawdopodobnie najbrutalniejsza akcja pacyfikacyjna przeprowadzona przez Niemców na terenach wiejskich okupowanej Polski.

- Aleksandrów (ob. woj. lubelskie, powiat biłgorajski) – podczas pacyfikacji Zamojszczyzny Niemcy najechali tę wieś pięć razy, mordując 579 mieszkańców. Najkrwawsza była pacyfikacja w dniu 4 czerwca 1943 r. Niemcy zamordowali wówczas 464 mieszkańców Aleksandrowa, a około 2500 osób wywieźli do obozów koncentracyjnych, głównie na Majdanek[157]. Wieś częściowo spalono. Była to jedna z najkrwawszych pacyfikacji dokonanych na Zamojszczyźnie.

- Lipniak-Majorat (ob. woj. mazowieckie, powiat wyszkowski) – 2 września 1944 wieś została spacyfikowana przez wycofujących się na zachód żołnierzy Wehrmachtu. W Lipniaku-Majoracie zostało wówczas zamordowanych 448 osób – mieszkańcy wsi oraz koczujący w pobliżu uchodźcy z sąsiednich miejscowości. W gronie ofiar znalazło się wiele kobiet, dzieci i starców. Zbrodni dokonano w odwecie za akcje bojowe przeprowadzone przez oddziały partyzanckie AK z Puszczy Białej[169].

- Skłoby (ob. woj. mazowieckie, powiat szydłowiecki) – pacyfikacja Skłobów była największą zbrodnią popełnioną przez Niemców w odwecie za działalność oddziału mjra. „Hubala”. W nocy z 10 na 11 kwietnia wieś została otoczona przez ekspedycję karną złożoną z funkcjonariuszy Ordnungspolizei wspieranych przez SS i Selbstschutz. Niemcy aresztowali niemal wszystkich mężczyzn i nastoletnich chłopców, których uwięzili w szkole w Chlewiskach[170][171]. W międzyczasie Skłoby zostały doszczętnie spalone (ocalała tylko szkoła oraz około 2–5 innych budynków)[172][173][174]. W Chlewiskach Niemcy zwolnili niewielką liczbę więźniów, a pozostałych – grupami po dziesięć osób – wywieźli do lasu rzucowskiego i tam rozstrzelali nad uprzednio wykopanymi grobami[172][175]. Imienna lista ofiar pacyfikacji, sporządzona przez Główną Komisję Badania Zbrodni Hitlerowskich w Polsce, zawiera 265 nazwisk[146][176] (inne źródła podają, że stracono 215[177], 216[178] lub 228 mężczyzn[177]). Spłonęło około 400 gospodarstw[172].

- Krasowo-Częstki (ob. woj. podlaskie, powiat wysokomazowiecki) – 11 lipca 1943 roku[179] w kolonii Kalnik (podówczas należącej do Krasowa-Częstek, ob. do Krasowa-Wólki)[180] doszło do starcia oddziału partyzanckiego AK z niemiecką żandarmerią, w którego wyniku zginęło ośmiu Niemców. Odwet nastąpił po kilku dniach i spadł na Krasowo-Częstki – największą wieś w okolicy[181][i]. W nocy z 16 na 17 lipca jej zabudowania otoczyli żandarmi z posterunków w Wysokiem Mazowieckiem, Dąbrówce Kościelnej, Czyżewie i Nowych Piekutach. O świcie wszystkich mieszkańców wypędzono z domów i uwięziono w jednej ze stodół. Po pewnym czasie ofiary zaczęto wywoływać według listy, prowadzić nad wykopane groby i mordować strzałem w tył głowy. Zamordowano 257 osób, w tym 83 dzieci poniżej 17. roku życia. Wieś po uprzednim ograbieniu doszczętnie spalono; zniszczeniu uległo 55 domów, 54 stodoły, 60 obór. Teren, na którym się znajdowała, zaorano[182][183]. Była to największa pacyfikacja przeprowadzona na terenach województwa białostockiego, które po 1945 roku pozostały w granicach Polski[i][184].

- Józefów Duży (ob. woj. lubelskie, powiat łukowski) – pacyfikacji Józefowa dokonano w odwet za zamordowanie na tle rabunkowym przez pospolitych bandytów rodziny kolonisty niemieckiego. Władze niemieckie zamiast wszcząć śledztwo i ująć sprawców napadu wykorzystały ten wypadek jako pretekst do masowych represji. 14 kwietnia 1940 niemiecka ekspedycja karna – złożona z członków SS i Gestapo, żandarmerii, a także samoobrony rekrutującej się z kolonistów niemieckich – spędziła setki mieszkańców Józefowa i okolicznych wsi na plac przed domem zamordowanej niemieckiej rodziny. Po zmroku, Niemcy rozpoczęli rozstrzeliwania, mordując 217 osób[185].
- Michniów (ob. woj. świętokrzyskie, powiat skarżyski) – pod względem liczby ofiar masakra w Michniowie nie była największą ze wszystkich pacyfikacji dokonanych przez Niemców w okupowanej Polsce, pozostaje jednak symbolem martyrologii wsi polskich[186][187]. Mieszkańcy Michniowa aktywnie współpracowali z ruchem oporu, w szczególności ze Świętokrzyskimi Zgrupowaniami AK dowodzonymi przez por. Jana Piwnika ps. „Ponury”. 12 lipca 1943 wieś została spacyfikowana przez niemiecką ekspedycję karną, w skład której weszły pododdziały 17. i 22. pułku policji, żandarmeria z okolicznych placówek oraz funkcjonariusze Gestapo z Kielc. Niemcy częściowo spalili wówczas wieś i zamordowali 102 mieszkańców, w większości przez spalenie żywcem w stodołach[188]. W odwecie jeszcze tej samej nocy żołnierze „Ponurego” zaatakowali w rejonie Podłazia pociąg pośpieszny relacji Kraków-Warszawa, zabijając lub raniąc co najmniej kilkunastu Niemców (na burtach wagonów partyzanci wyryli napisy „Za Michniów”). Następnego dnia niemieccy policjanci powrócili do Michniowa, doszczętnie paląc wieś i mordując niemal wszystkich przebywających tam Polaków. Łącznie ofiarą dokonanej w Michniowie masakry padły co najmniej 204 osoby, w tym 54 kobiety i 48 dzieci (najmłodsze dziewięciodniowe)[189]. Wieś została doszczętnie spalona (ocalały tylko dwa budynki). Okupacyjne władze zakazały odbudowy wsi i uprawy okolicznych pól. 10 osób podejrzewanych o współpracę z podziemiem zostało deportowanych do obozów koncentracyjnych (przeżyło troje), a 18 młodych kobiet i dziewcząt wywieziono na roboty przymusowe[190].

- Smoligów (ob. woj. lubelskie, powiat hrubieszowski) – wieś została spacyfikowana 27 marca 1944 roku w trakcie operacji przeciwpartyzanckiej wymierzonej w oddział Batalionów Chłopskich dowodzony przez Stanisława Basaja ps. „Ryś”. Niemcy i ich ukraińscy kolaboranci złamali opór kwaterującego w Smoligowie plutonu BCh, po czym spalili wieś i przystąpili do mordowania jej mieszkańców[191]. Według najbardziej ostrożnych szacunków liczba ofiar śmiertelnych wyniosła 66 osób[192], aczkolwiek niektóre źródła są skłonne szacować ją na około 200–220 osób[191]. Wśród zamordowanych znalazło się wiele kobiet i dzieci. W skład ekspedycji karnej, która dokonała zbrodni wchodzili ukraińscy policjanci z Ukraińskiego Legionu Samoobrony i 5. Galicyjskiego Pułku Ochotniczego SS, a także niemieccy policjanci i żołnierze[191].

- Sochy (ob. woj. lubelskie, powiat zamojski) – wieś została spacyfikowana w odwecie za współpracę jej mieszkańców z partyzantami. 1 czerwca 1943 roku ekspedycja karna złożona z funkcjonariuszy Schutzpolizei, wspieranych przez członków SS oraz ukraińskich lub rosyjskojęzycznych kolaborantów, niemal doszczętnie spaliła Sochy oraz zamordowała około 180 mieszkańców, w tym wiele kobiet i dzieci[193][194]. Po wycofaniu się oddziałów pieszych wieś i pobliskie pola zostały zbombardowane i ostrzelane przez niemieckie samoloty[195][196]. Była to jedna z najkrwawszych pacyfikacji przeprowadzonych na Zamojszczyźnie[197], a zarazem pierwsza na ziemiach polskich, podczas której Niemcy wykorzystali wsparcie lotnictwa[195].

- Kitów (ob. woj. lubelskie, powiat zamojski) – wieś została spacyfikowana w odwecie za atak, który partyzanci BCh i AK przeprowadzili na zasiedlony przez niemieckich osadników Nawóz. 11 grudnia 1942 roku Kitów otoczyły jednostki SS i policji niemieckiej wsparte przez uzbrojonych kolonistów z Nawozu. Co najmniej kilkunastu mieszkańców zamordowano podczas rewizji w gospodarstwach. W międzyczasie dowódca akcji pacyfikacyjnej zmienił początkowy rozkaz mordowania ludności cywilnej w domach i polecił zebrać ludność na placu w wiosce. Resztę ludności spędzono na pobliską łąkę i rozstrzelano ogniem broni maszynowej[198][199][200]. Liczba zamordowanych szacowana jest w przedziale od 164[201] do 174 osób[132][202]. W gronie ofiar znalazło się 28 dzieci w wieku poniżej 15 lat[203]. Była to jedna z największych zbrodni popełnionych przez Niemców w czasie operacji wysiedleńczo-pacyfikacyjnej na Zamojszczyźnie[197].

- Poturzyn (ob. woj. lubelskie, powiat tomaszowski) – 1 kwietnia 1944 we wczesnych godzinach rannych, członkowie ukraińskiego 5. pułku policji SS, współdziałając z bojówkami UPA, wtargnęli do wioski Poturzyn, gdzie schroniła się wcześniej większa grupa uchodźców, głównie z okolic Kryłowa i Dołhobyczowa. Napastnicy zamordowali w okrutny sposób 162 osoby[204].
- Jamy (ob. woj. lubelskie, powiat lubartowski) – pacyfikacji dokonano 8 marca 1944 w odwecie za atak, który partyzanci Armii Ludowej przeprowadzili poprzedniej nocy na nocujących w Jamach żołnierzy 0498 jednostki Turkmenów. Silna niemiecka ekspedycja karna doszczętnie spaliła wieś i zamordowała 152 mieszkańców, w tym 31 dzieci w wieku do lat 10. Ofiary rozstrzeliwano, zakłuwano bagnetami lub palono żywcem[205].

- Rajsk (ob. woj. podlaskie, powiat bielski) – zamieszkaną przez Białorusinów wieś spacyfikowano 16 czerwca 1942 roku na rozkaz Dowódcy SS i Policji w Białymstoku Wernera Fromma, w odwecie za atak sowieckich partyzantów na niemiecki samochód osobowy[206][207]. Funkcjonariusze Gestapo i żandarmerii otoczyli Rajsk, po czym spędzili ludność na plac przed cerkwią. Mężczyzn powyżej 16. roku życia oraz te kobiety, których mężowie i synowie byli nieobecni we wsi, zabrano na pobliskie pole i tam rozstrzelano[208]. Zamordowano łącznie 149 osób[207][209]. Rajsk i jego kolonie zostały doszczętnie spalone. Niemcy zniszczyli nawet brukowaną drogę i studnie oraz wycięli drzewa, chcąc w ten sposób zatrzeć ślady istnienia wsi[210].

- Wanaty (ob. woj. mazowieckie, powiat garwoliński) – wieś została spacyfikowana z polecenia okupacyjnego starosty garwolińskiego, Karla Freudenthala. Pretekstem do przeprowadzenia masakry stała się śmierć kilku niemieckich żandarmów, zabitych w potyczce z polskimi partyzantami, do której doszło w lesie nieopodal Wanat (21 lutego 1944). W nocy z 27 na 28 lutego 1944 – równy tydzień po wspomnianej potyczce – wieś została otoczona przez silną niemiecką ekspedycję karną, w składzie której znaleźli się funkcjonariusze żandarmerii, Gestapo, Kripo, polscy granatowi policjanci oraz oddział wschodnich kolaborantów. W godzinach porannych Niemcy wtargnęli do Wanat, gdzie zamordowali 108 Polaków – w tym 35 kobiet i 47 dzieci. Wieś po uprzednim ograbieniu doszczętnie spalono[211][212].

- Olszanka (ob. woj. lubelskie, powiat krasnostawski) – wieś została spacyfikowana 5 czerwca 1944 roku. W odwecie za straty poniesione w starciu z polsko-sowieckim oddziałem partyzanckim niemieccy żandarmi doszczętnie spalili jej zabudowania i zamordowali co najmniej 97 mieszkańców, w tym 42 kobiety i ośmioro dzieci (niektóre źródła podają wyższe liczby ofiar). Osoby, które uniknęły natychmiastowej egzekucji, zostały wywiezione na Majdanek lub do obozów koncentracyjnych, względnie na roboty przymusowe[213][214].

- Jabłoń-Dobki (ob. woj. podlaskie, powiat wysokomazowiecki) – 8 marca 1944 roku we wsi rozegrała się potyczka pomiędzy patrolem AK a oddziałem niemieckiej żandarmerii. Zginął jeden Niemiec a kilku zostało rannych. W odwecie jeszcze tego samego dnia żandarmi z okolicznych posterunków wsparci przez oddział Wehrmachtu z Jabłoni Kościelnej przeprowadzili pacyfikację wsi. Kilkunastu mieszkańców zastrzelono podczas rewizji i prób ucieczki. Pozostałych spędzono do budynku gospodarczego Stanisława Szepietowskiego, który następnie podpalono i obrzucono granatami. Łącznie zamordowano 93 osoby, w tym 33 kobiety i 30 dzieci. Zniszczeniu uległo 17 domów mieszkalnych i 48 budynków gospodarczych[215][216].

- Skałka Polska (ob. woj. świętokrzyskie, powiat kielecki) – 11 maja 1943 w odwecie za atak oddziału Gwardii Ludowej na zamieszkany przez ludność niemiecką Antonielów, jednostki policji ochronnej i żandarmerii wsparte przez uzbrojonych volksdeutschów spacyfikowały Skałkę Polską. Zamordowano 93 osoby, w tym 23 kobiety, 18 dzieci poniżej 7. roku życia oraz 21 dzieci i młodocianych w wieku od 7 do 18 lat. Wieś po ograbieniu doszczętnie spalono[217].

- Różaniec (ob. woj. lubelskie, powiat biłgorajski) – w okresie okupacji Różaniec kilkakrotnie padał ofiarą hitlerowskich akcji represyjno-wysiedleńczych. Do najkrwawszej pacyfikacji doszło 18 marca 1943. O świcie tego dnia wieś została otoczona przez niemieckie wojsko i żandarmów. Około godz. 6.00 rano Niemcy rozpoczęli pacyfikację wsi, podpalając pierwsze zabudowania we wschodniej części Różańca i kolonii Jamińszczyzna. W wyniku pacyfikacji zginęło 89 mieszkańców[218].

- Szarajówka (ob. woj. lubelskie, powiat biłgorajski) – wieś została spacyfikowana 18 maja 1943 w odwecie za współpracę jej mieszkańców z ruchem oporu oraz atak partyzantów na żandarmów z posterunku w Tarnogrodzie. Ekspedycja karna złożona z funkcjonariuszy niemieckiej żandarmerii i członków ukraińskiej policji pomocniczej otoczyła Szarajówkę, po czym spędziła mieszkańców na główny plac. Tam mężczyzn poddano brutalnym przesłuchaniom, usiłując zdobyć informacje na temat działalności partyzantów. Po kilku godzinach całą ludność wpędzono do kilku zabudowań, które następnie podpalono[219][220]. Spłonęło żywcem 58 osób[221][222], w tym wiele kobiet i dzieci (według innych źródeł liczba ofiar sięgnęła 67)[223][224][225]. Wieś została całkowicie spalona[221].

- Jasionowo (ob. woj. podlaskie, powiat augustowski) – wieś została spacyfikowana 26 sierpnia 1943 roku w odwecie za współpracę mieszkańców z ruchem oporu i straty poniesione przez Niemców w potyczce z partyzantami, która rozegrała się w jej pobliżu. Zbrodni dokonali żandarmi z Lipska, funkcjonariusze Gestapo z Grodna oraz żołnierze specjalnej jednostki operacyjnej z Krasnego. Niemcy otoczyli wieś, po czym zgromadzili mieszkańców w jednym z gospodarstw. Następnie wyprowadzali ofiary i mordowali strzałem w tył głowy nad krawędzią masowego grobu, wykopanego wcześniej przez doprowadzonych pod przymusem mężczyzn z sąsiednich wsi (kilkoro dzieci wrzucono do mogiły żywcem)[226][227]. Ogółem zamordowano 58 osób, w tym 13 mężczyzn, 24 kobiety i 21 dzieci[228]. Niemcy zagrabili mienie ofiar i zniszczyli wszystkie zabudowania Jasionowa[229][230].

- Ochotnica Dolna (ob. woj. małopolskie, powiat nowotarski) – 22 grudnia 1944 do Ochotnicy przybyli Niemcy, którzy w ramach tzw. akcji aprowizacyjnej rabowali wieś. Mimo sprzeciwu miejscowej ludności grupa sowieckich partyzantów zaatakowała niemieckich żołnierzy, zabijając dwóch z nich i masakrując ich ciała. Następnego dnia z Krościenka przyjechało sześcioma samochodami około 200 SS-manów. Niemcy wpadali do domów, żądając najpierw pieniędzy, a następnie mordując ludzi. Dzieci żywcem rzucano w ogień lub bestialsko mordowano. W wyniku tej tzw. „Krwawej wigilii” śmierć poniosło 56 osób, w tym 19 dzieci, 21 kobiet. Spłonęły remiza strażacka, dom ludowy i 32 gospodarstwa. Pacyfikacja Ochotnicy była jedną z najkrwawszych niemieckich akcji represyjnych na Podhalu[231].

### Wsie spacyfikowane na Kresach Wschodnich

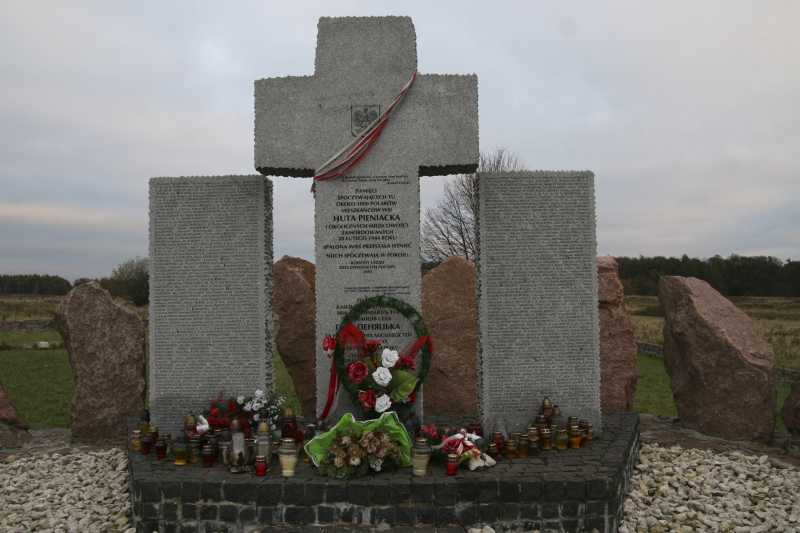
Huta Pieniacka, pomnik pomordowanych Polaków

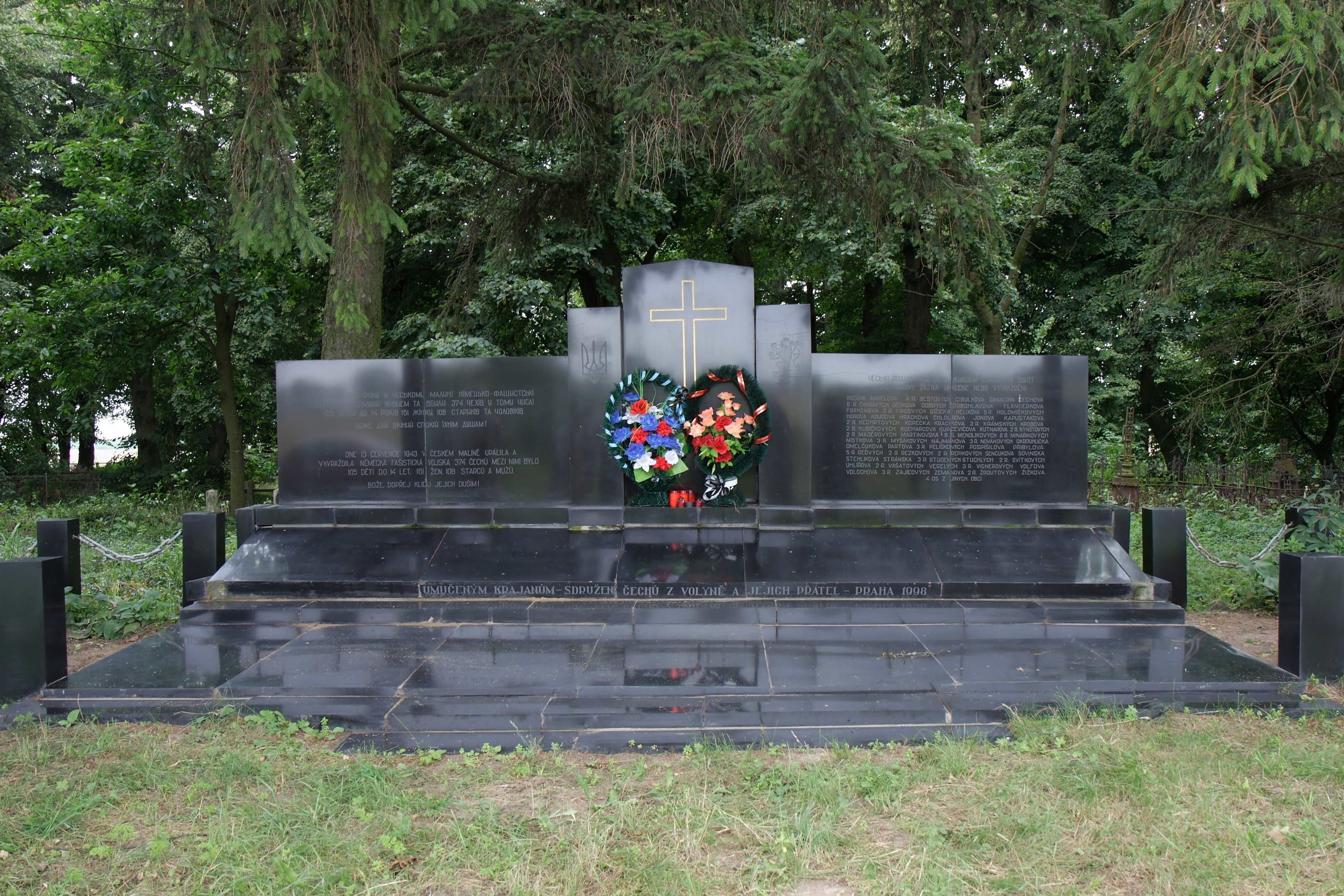
Czeski Malin (Malin Kolonia), pomnik pomordowanych

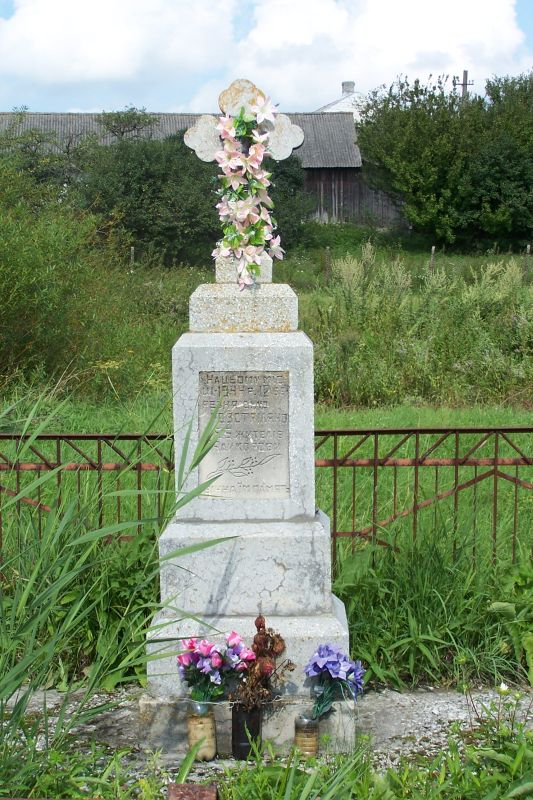
Pomnik pomordowanych Polaków w Palikrowach. Na krzyżu jest napis w języku ukraińskim: W tym miejscu 12 marca 1944 r. zostało rozstrzelanych 365 mieszkańców Palikrów. Wieczna im pamięć

Pacyfikacjom podlegały zarówno wsie zamieszkane przez Polaków, jak i przez inne narodowości (Ukraińcy, Białorusini, Czesi). Do najkrwawszych i najgłośniejszych pacyfikacji doszło w następujących wsiach znajdujących się na dawnych polskich Kresach Wschodnich:
- Huta Pieniacka (w dawnym woj. tarnopolskim, powiat brodzki) – wieś została spacyfikowana w odwecie za współpracę mieszkańców z partyzantką sowiecką ze zgrupowania Dmitrija Miedwiediewa oraz przypadkowe zabicie kilku ukraińskich esesmanów z I batalionu 4. Pułku Policji SS[j] przez miejscową samoobronę. 28 lutego 1944 r. do wsi przybyli ukraińscy policjanci z 4. Pułku Policji SS pod dowództwem SS-Sturmbannführera Siegfrieda Binza, współdziałający z okolicznym oddziałem UPA oraz oddziałem paramilitarnym składającym się z nacjonalistów ukraińskich, pod dowództwem Włodzimierza Czerniawskiego. Po ostrzale ukraińscy esesmani wkroczyli do wsi zabijając wielu mieszkańców, a resztę stłaczając w miejscowym kościele. Po południu rozpoczęto wyprowadzać z kościoła kilkudziesięcioosobowe grupy, które doprowadzano do stodół i drewnianych zabudowań gospodarczych. Następnie obiekty te ostrzeliwano z broni maszynowej i podpalano. W Hucie Pieniackiej zginęło tego dnia od 600 do 1500 osób.

- Chodaczków Wielki (w dawnym woj. tarnopolskim, powiat tarnopolski) – 16 kwietnia 1944 wieś została zajęta przez ukraińskich SS-manów z 4. pułku policyjnego SS, którzy zdążali z odsieczą niemieckiej załodze oblężonej przez wojska radzieckie w twierdzy Tarnopol. Napastnicy przystąpili do systematycznego palenia i niszczenia zabudowań oraz mordowania mieszkańców wsi. Do uciekających ludzi, w pierwszej kolejności do mężczyzn strzelali zapalającymi pociskami fosforowymi, zaś dzieci i starców wrzucali w ogień do płonących domów. Tego dnia zginęło od 250 do ponad 850 mieszkańców Chodaczkowa Wielkiego[232].

- Malin (w dawnym woj. wołyńskim, powiat dubieński) – 13 lipca 1943 roku silna niemiecka ekspedycja karna, przysłana z pobliskiej Ołyki, spacyfikowała zamieszkaną przez Ukraińców wieś Malin (Malin Ruski), a także sąsiednią kolonię zamieszkaną przez Czechów wołyńskich (Malin Czeski). Setki mężczyzn, kobiet i dzieci zamknięto w stodołach oraz w budynku szkoły, a następnie spalono żywcem. Inne ofiary rozstrzeliwano lub obrzucano granatami[233]. Czechosłowacka komisja pod przewodnictwem Jaroslava Procházki ustaliła, że w wyniku pacyfikacji poniosły śmierć 532 osoby – w tym 374 Czechów wołyńskich, 132 Ukraińców i 26 Polaków[234]. Źródła sowieckie oceniały natomiast liczbę ofiar na 603[235]. Przyczyną zbrodni był prawdopodobnie wcześniejszy pobyt we wsi sowieckich partyzantów ze zgrupowania Sidora Kowpaka[236].

- Ogrodniki (w dawnym woj. nowogródzkim, powiat stołpecki) – między 14 lipca a 8 sierpnia 1943 r., w ramach operacji Hermann, Niemcy spalili wieś i zamordowali około 250 mieszkańców[237] .
- Palikrowy (w dawnym woj. tarnopolskim, powiat brodzki) – 12 marca 1944 po ostrzelaniu, wieś została zajęta przez Ukraińców z 4. pułku policyjnego SS wraz z bojówkami UPA i SKW. Na łące zebrano mieszkańców. Po oddzieleniu i wypuszczeniu Ukraińców, wszyscy Polacy zostali rozstrzelani z ciężkich karabinów maszynowych. Ocalało zaledwie kilka rannych osób. Po egzekucji polskie domy zostały spalone wraz z dobytkiem, którego część została wywieziona przez napastników. Odnalezieni w kryjówkach Polacy zostali zamordowani. Ustalono 265 nazwisk ofiar z łącznej liczby 365 zabitych.

- Sitnica – wieś położona w pobliżu przedwojennej granicy z ZSRR została spacyfikowana w kwietniu 1943. Niemcy zamordowali wtedy blisko 400 mieszkańców. Zbrodni dokonano w odwecie za działalność sowieckiej partyzantki, której członkowie często pojawiali się we wsi[237] .
- Szaulicze (w dawnym woj. białostockim, powiat wołkowyski) – pacyfikacja była zemstą za zabicie przez partyzantów radzieckich (według niektórych źródeł byli to AK-owcy) niemieckiego doktora, hauptmanna Mazura. Wczesnym rankiem 7 lipca 1943 wieś została otoczona przez żołnierzy niemieckich oraz policjantów. Mieszkańców wygnano ze swych domów i popędzono do centrum wsi. Sprawdzono wszystkich według listy, po czym zarzucono mieszkańcom współpracę z partyzantami. Starców, mężczyzn i chłopców odłączono od kobiet i wszystkich zamknięto w chlewach. Niektórym do rąk dano łopaty i kazano kopać sobie mogiły. Rozpoczęły się rozstrzeliwania. Wszystkie domy wraz z zabudowaniami zostały spalone. Tego dnia zostało zamordowanych 336 osób, w tym 120 dzieci[238].
- Jezierce (w dawnym woj. wołyńskim, powiat rówieński) – 16 grudnia 1942, dowodzona przez Niemców ukraińska policja pomocnicza zamordowała w Jeziercach około 360 Polaków. Była to represja wywołana fałszywym oskarżeniem komendanta policji ukraińskiej w Ludwipolu Korolczuka, jakoby Polacy z partyzantami sowieckimi rzucili granat na przejeżdżających Niemców, chociaż zrobili to partyzanci sowieccy ze specjalnej grupy wywiadowczej Nikołaja Kuzniecowa (części specgrupy Dmitrija Miedwiediewa). Ukraińscy policjanci obrabowali trupy Polaków z lepszych ubrań i butów, a ludność ukraińska z sąsiednich wiosek rozgrabiła majątek spacyfikowanej wsi.
- Jatołtowicze (w dawnym woj. wileńskim) – 23 lutego 1943 niemiecka ekspedycja karna zniszczyła tę wieś i wymordowała jej ludność. 90 mieszkańców zostało spalonych żywcem. Zbrodni dokonano w odwecie za akcję partyzantów sowieckich[237] .
- Glinciszki (w dawnym woj. wileńskim, powiat wileńsko-trocki) – 20 czerwca 1944, litewski oddział pomocniczy policji niemieckiej zastrzelił 38 mieszkańców Glinciszek w odwecie za śmierć czterech litewskich policjantów w starciu z żołnierzami 5 Wileńskiej Brygady AK, dowodzonej przez Zygmunta Szendzielarza „Łupaszkę”. Znaczną część ofiar pacyfikacji stanowiły kobiety i dzieci.

- Obórki (w dawnym woj. wołyńskim, powiat łucki) – policjanci z ukraińskiej policji pomocniczej dowodzeni przez Niemców zamordowali w dniach 11 i 13 listopada 1942 39 mieszkańców kolonii. Osadę spalono. Zbrodnia była karą za rzekome wspieranie przez mieszkańców partyzantki radzieckiej oraz ukrywanie Żydów.

- Bołszowce i Słobódka Bołszowiecka (w dawnym województwie stanisławowskim, powiat rohatyński) - 14 marca 1944 roku niemiecka ekspedycja karna zamordowała od 187 do 329 Ukraińców w odwecie za zabicie przez ukraińskie podziemie nacjonalistyczne czterech funkcjonariuszy Kripo[239][240].

- Kortelisy (w dawnym woj. wołyńskim, powiat kowelski) -  23 września 1942 roku rezerwowa kompania policyjna Nürnberg z udziałem policji pomocniczej Schutzmannschaft wymordowała w Kortelisach i przyległych chutorach 2875 Ukraińców. Akcja była częścią operacji Dreieck, w trakcie której zabito łącznie 4038 osób (w tym 705 w Borkach i 289 w Zabłociu)[241][242][243].

### Wsie spacyfikowane na Zaolziu

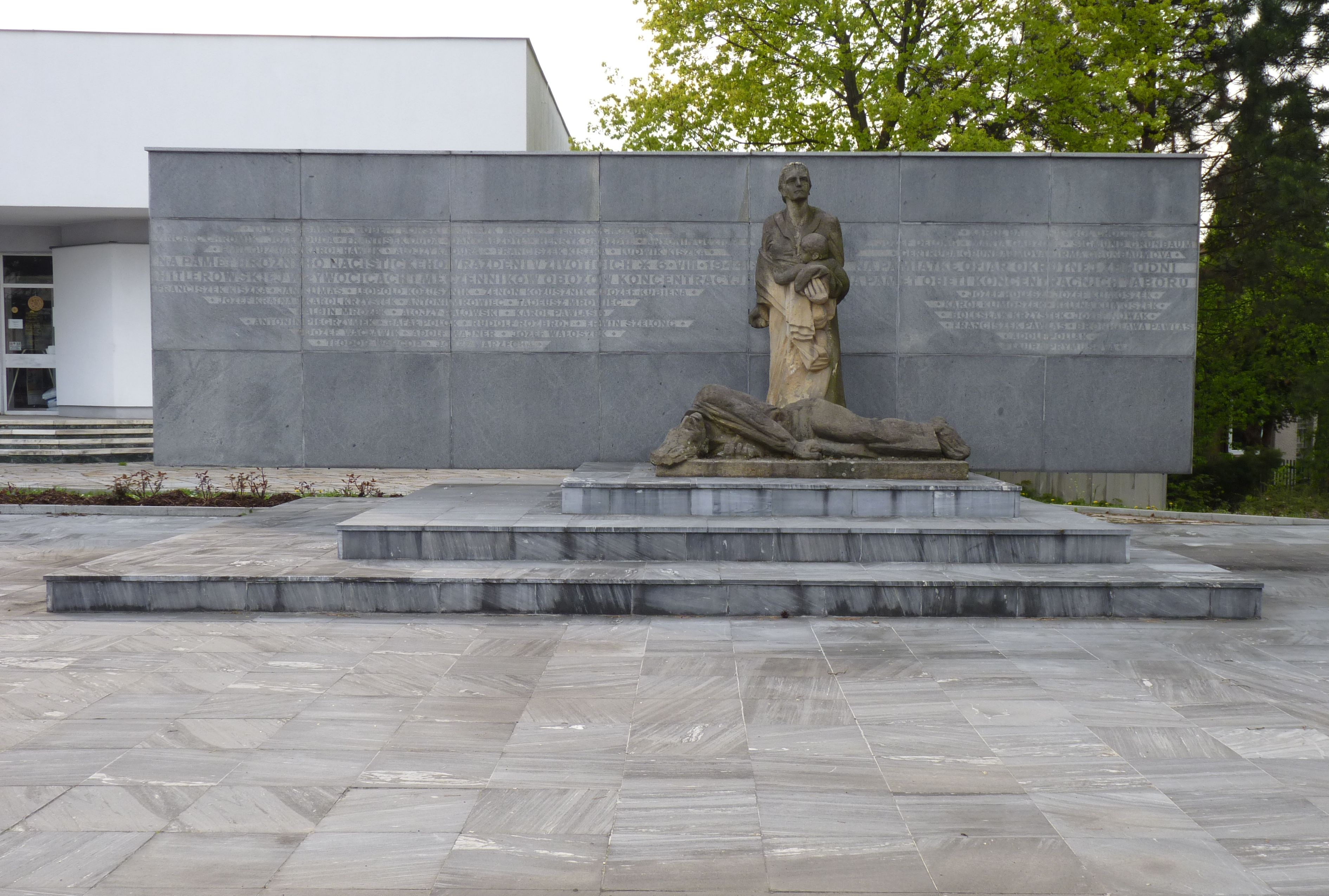
Pomnik poświęcony mordowi w Hawierzowie-Żywocicach

- Żywocice (w dawnym woj. śląskim, powiat cieszyński) – 6 sierpnia 1944 rozstrzelano 36 mieszkańców Żywocic i sąsiednich wsi w odwecie za śmierć trzech oficerów cieszyńskiego gestapo.

## Bilans
W zależności od przyjętej metodologii historycy przedstawiają różną liczbę polskich wsi, spacyfikowanych przez Niemców i ich kolaborantów w latach 1939–1945. Mauzoleum Martyrologii Wsi Polskiej w Michniowie podaje informację, iż w trakcie II wojny światowej spacyfikowano 817 miejscowości znajdujących się w obecnych granicach Polski. W ocenie Andrzeja Jankowskiego, na terytorium Polski (bez Kresów Wschodnich) miało miejsce ponad 800 niemieckich pacyfikacji, w tym 84 takich, w których zniszczona została w całości lub w większej części zabudowa i wymordowani czy to wszyscy mężczyźni, czy też cała ludność, bez względu na wiek i płeć. Z kolei dr Janusz Gmitruk, Dyrektor Muzeum Historii Polskiego Ruchu Ludowego w Warszawie, podaje, iż w latach 1939–1945 ponad 10 tysięcy polskich wsi zostało dotkniętych różnymi formami niemieckich represji, z czego w około 900 wsiach zamordowano od kilku do kilkuset mieszkańców. Twierdzi również, że ponad 440 wsi w Generalnym Gubernatorstwie i na Białostocczyźnie miało zostać spacyfikowanych, z czego połowę spalono.
Z wielu przyczyn nieznana pozostaje wciąż liczba wsi spacyfikowanych przez Niemców lub ich kolaborantów na Kresach Wschodnich. Na Kresach Południowo-Wschodnich masowych rzezi ludności polskiej dopuszczały się bowiem w czasie II wojny światowej również formacje Ukraińskiej Powstańczej Armii, które zniszczyły setki polskich wsi i osad, mordując od 80 do 120 tysięcy Polaków (patrz: Rzeź wołyńska oraz Czystka etniczna w Małopolsce Wschodniej). Ponadto przez Kresy dwukrotnie przetoczył się front wschodni, a pacyfikacji polskich wsi dokonywały też oddziały partyzantów sowieckich bądź formacje NKWD. Utrudnia to sporządzenie ogólnego bilansu strat i rozróżnienie sprawców poszczególnych zbrodni, zwłaszcza że przez wiele lat historiografia radziecka i peerelowska omijały ten temat. Stąd w kwestii liczby wsi kresowych spacyfikowanych przez Niemców lub ich kolaborantów historycy zazwyczaj podają, iż było ich „bardzo wiele”.

## Pamięć

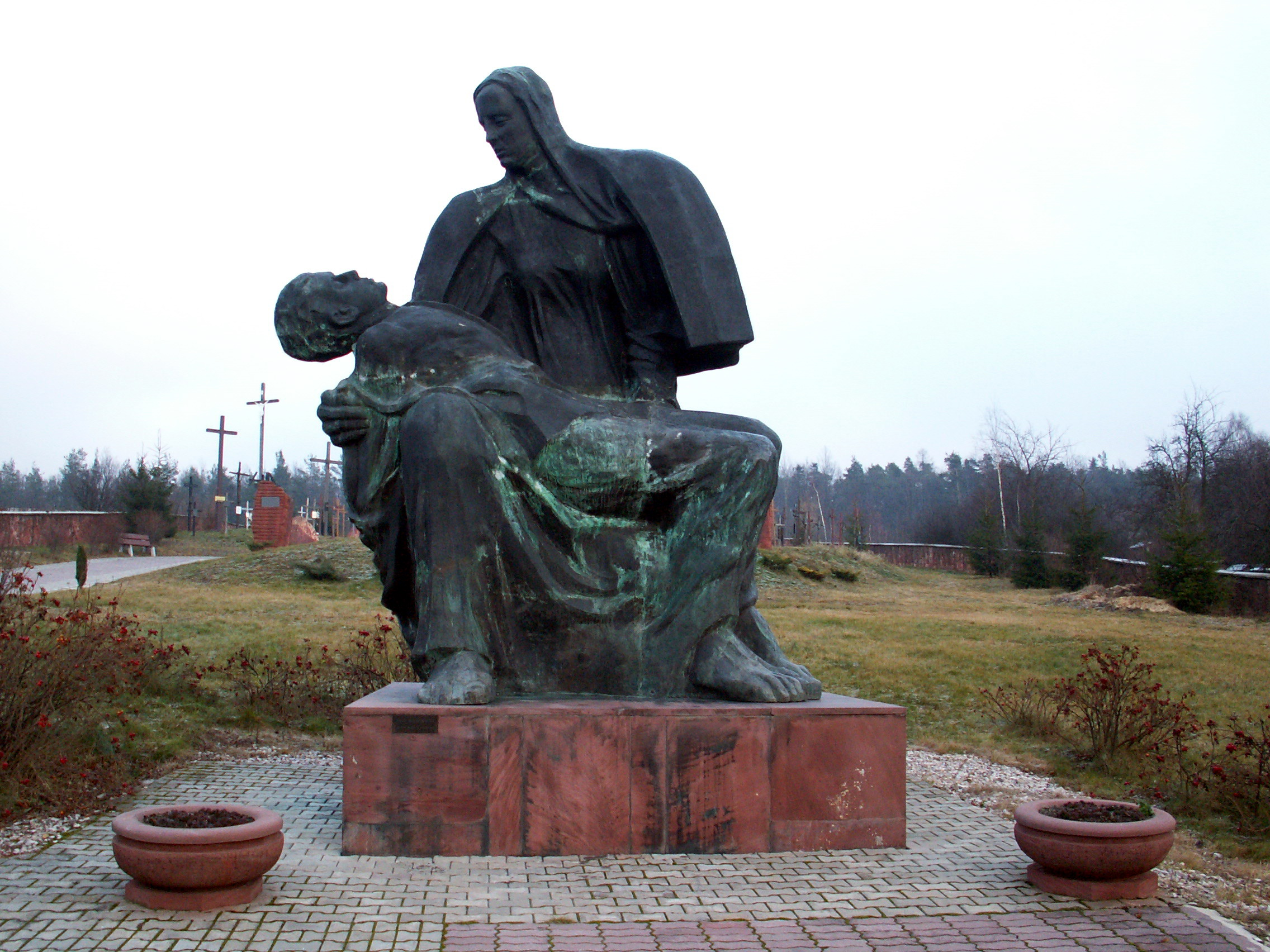
Pietà Michniowska

Pamięć o ofiarach niemieckich pacyfikacji jest przede wszystkim kultywowana na poziomie lokalnym. Na szczeblu ogólnopolskim zadanie to realizuje w pierwszym rzędzie Mauzoleum Martyrologii Wsi Polskich w Michniowie, które od 1999 stanowi oddział Muzeum Wsi Kieleckiej. W 1983 powstał społeczny komitet budowy Mauzoleum, zaś w roku 1990 Fundacja – Pomnik Mauzoleum Męczeństwa Wsi Polskiej. W roku 1993, w 50-tą rocznicę pacyfikacji, poświęcono pomnik „Pietà Michniowska”, a w 1997 w miejsce dotychczasowej skromnej izby pamięci w drewnianej chacie, powstał Dom Pamięci mieszczący stałą wystawę i ośrodek badawczy gromadzący dokumentację męczeństwa polskiej wsi w czasie II wojny światowej. Zespół Mauzoleum obejmuje także symboliczny cmentarz, na którym każda spacyfikowana polska wieś ma mieć swój krzyż. Dotychczas upamiętniono krzyżami 230 wsi. Znajduje się tam również zbiorowy pomnik wymordowanych polskich wsi na Wołyniu.
Ustawą Sejmu Rzeczypospolitej Polskiej z 29 września 2017 roku ustanowiono 12 lipca, dzień pacyfikacji Michniowa, Dniem Walki i Męczeństwa Wsi Polskiej.
Lech M. Nijakowski wskazuje, że w Polsce martyrologia wsi „nie zajmuje kluczowego miejsca w oficjalnej przestrzeni upamiętniania II wojny światowej”; w efekcie istnieje na marginesie świadomości historycznej Polaków. Pacyfikacje pozostają przede wszystkim w domenie historii lokalnej. Są również zasadniczo nieznane poza granicami Polski, gdzie symbolem analogicznych nazistowskich okrucieństw pozostają czeskie Lidice i francuskie Oradour-sur-Glane. Dzieje się tak, mimo iż jak napisał Norman Davies: „w Generalnym Gubernatorstwie Lidice powtórzyły się setki razy”.
Również większość sprawców pacyfikacji uniknęła po wojnie odpowiedzialności karnej. Sprawy o zbrodnie popełnione na polskiej wsi są niemal niedostrzegalne wśród przeprowadzonych w Niemczech Zachodnich śledztw w sprawie zbrodni nazistowskich. Nie było też żadnego procesu w RFN o pacyfikację lub inną akcję represyjną na polskiej wsi – z jednym wyjątkiem dotyczącym relatywnie drobnego incydentu.